# Geschichte der Dänischen Marine

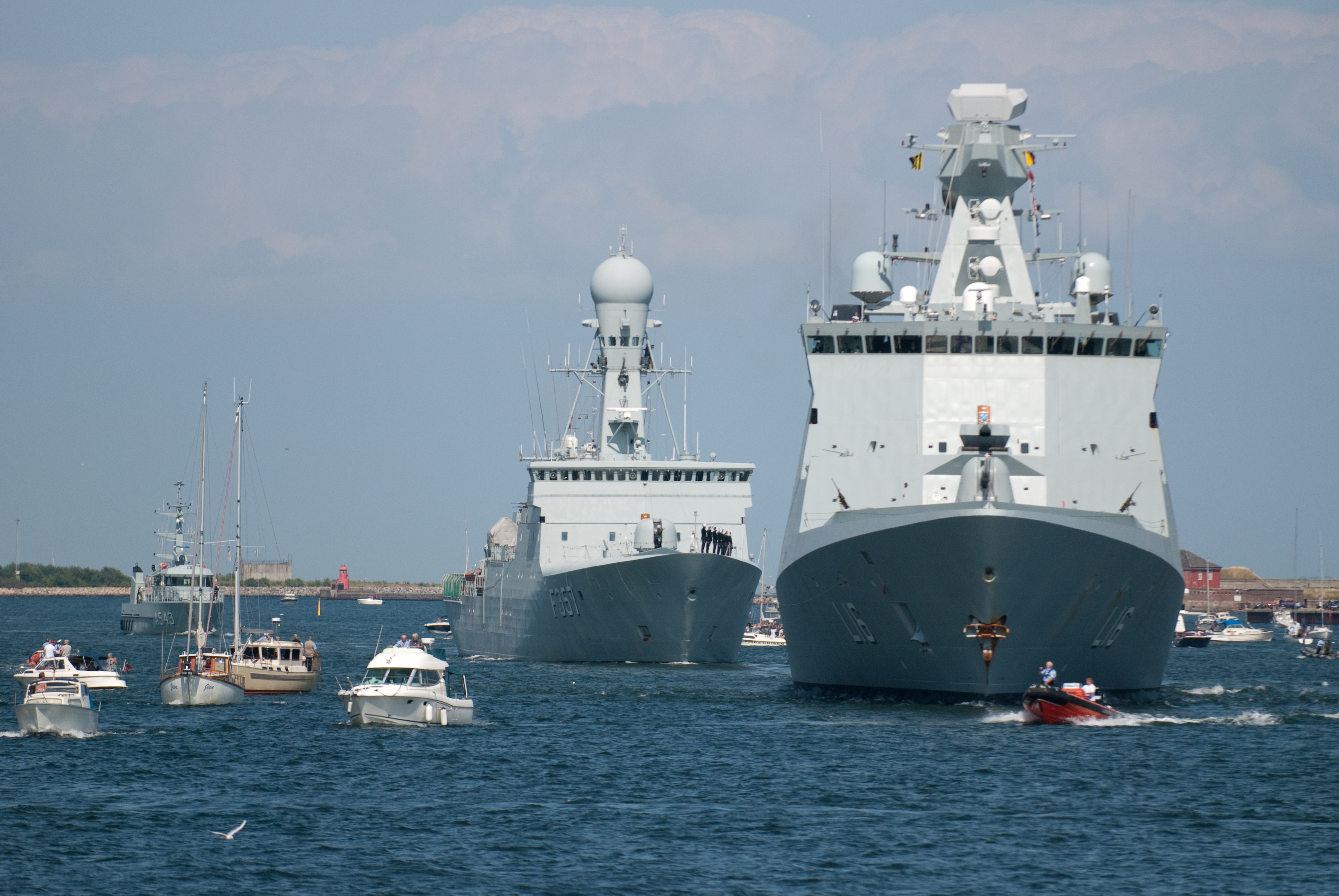
Die L16 Absalon und F357 Thetis vor Kopenhagen bei der Flottenparade zum 500. Jahrestag der dänischen Marine (2010)

Die Geschichte der Dänischen Marine umfasst die Entwicklung der dänischen Seestreitkräfte, Kongelige Danske Marine, von ihren Vorläufern im Mittelalter bis zur Gegenwart. Die Geschichte der dänischen Seefahrt begann mit der Völkerwanderung und den Wikingerfahrten, doch eine nationale und permanente Königlich Dänische Marine wurde erst Anfang des 16. Jahrhunderts geschaffen. Minimalaufgabe der dänischen Flotte war stets die Verteidigung der dänischen Inseln (ggf. unter Preisgabe des Festlands) und Kopenhagens. Hauptaufgaben waren und sind neben der Verteidigung der dänischen Küsten aber auch die Kontrolle der Ostseeausgänge, die Sicherung der Verbindungen nach Norwegen und Schonen sowie die Vorherrschaft in der süd(west)lichen Ostsee (zwischen Seeland und Bornholm). Hauptgegner waren dabei im Mittelalter Lübeck und die Hanse, in der Neuzeit Schweden, danach aber auch Großbritannien und Deutschland. Wichtigste Verbündete waren zeitweise die Niederlande und Russland.

## Dänische Marinegeschichte

### Anfänge und Vorgeschichte

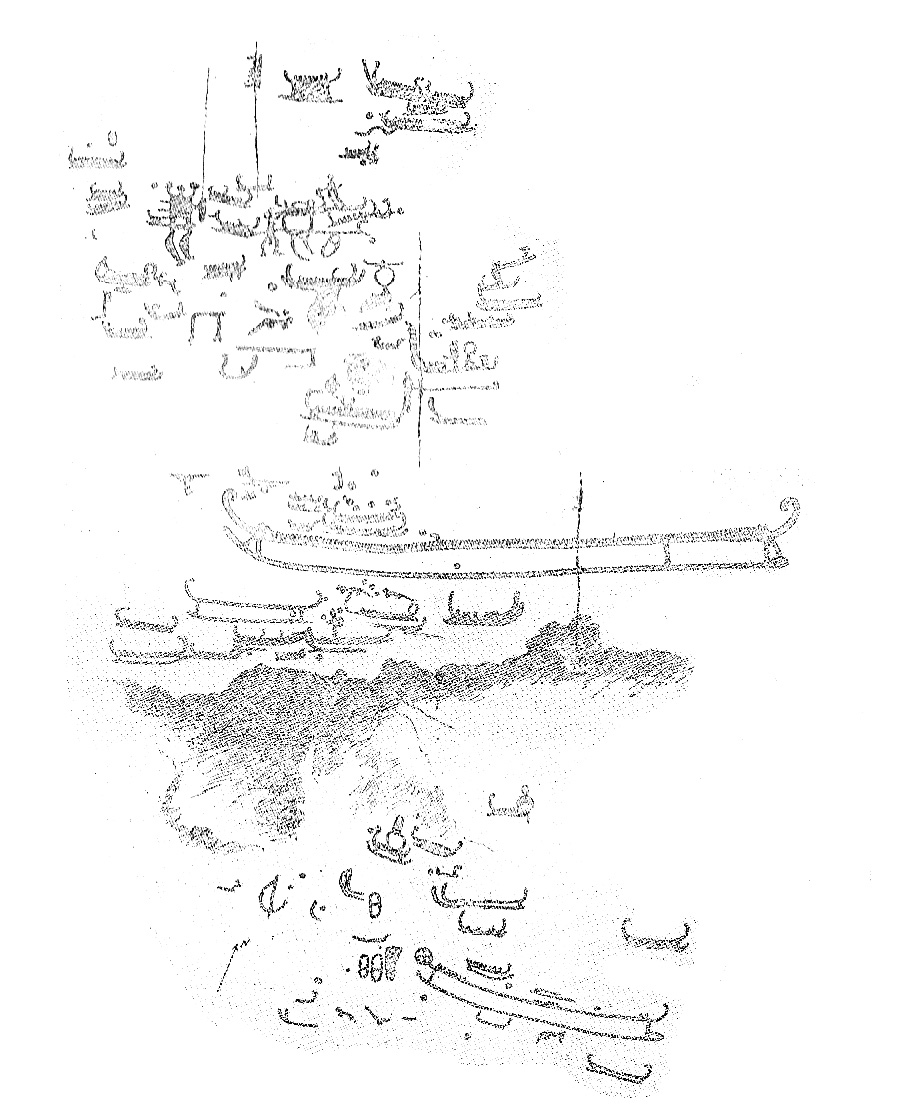
Felszeichnungen in Schonen, der Urheimat der Dänen, deuten auf Schiffsbau und Seefahrt schon in der Bronzezeit hin. Der Gebrauch von Segeln kam in der Ostsee jedoch erst ab dem 6. Jahrhundert auf. Anders als die Norweger, die sich vor allem der Hochseenavigation in der Nordsee widmeten, spezialisierten sich Dänen und Schweden in der Ostsee zunächst auf die Küstennavigation.

In der Antike war das dänische Festland (die Halbinsel Jütland) zunächst von den germanischen Kimbern bewohnt. Es gibt umstrittene Vermutungen, nach denen die Vorfahren der Kimbern zu jenen bronzezeitlichen Seevölkern gehörten, die schon um 1200 v. u. Z. Ägypten, Mykene und Troja angegriffen bzw. auch die Ägäische Wanderung angestoßen hatten. Angeblich aus der südskandinavischen Region Schonen wiederum stammten die Heruler, die sich im 3. Jahrhundert u. Z. (zusammen mit den Goten) in der Ägäis und im Schwarzen Meer ebenfalls als Seefahrer bzw. Piraten versuchten. Die spätere dänische Seemacht basierte auf der Vereinigung zweier anderer seetüchtiger Völker – der westgermanischen (ingväonischen) Jüten und der nordgermanischen Dannen (Dänen).
- Nach der Abwanderung der Kimbern rückten die Jüten in die verlassenen Gebiete nach und gaben der Kimbrischen Halbinsel ihren heutigen Namen (Jütland). In der Mitte des 5. Jahrhunderts überquerten sie die Nordsee und eroberten zusammen mit Angeln (ein zumindest der Legende nach den Dänen verwandtes Volk) und Sachsen England.
- Die Dänen stammten ursprünglich aus Schonen, deren Einwohner (Suionen) der römische Ethnograph Tacitus schon im 1. Jahrhundert als Seefahrer beschrieben hatte.[4] In der Mitte des 6. Jahrhunderts setzten sie auf die dänischen Inseln über und unterwarfen anschließend auch Jütland, wo sie mit der restlichen jütischen Bevölkerung verschmolzen.

Die Ausbreitung über die Inseln und von den Inseln auf das Festland machte die Dänen zu Seefahrern bzw. war nur möglich, weil sie Seefahrer waren. Für die Unterwerfung, Besiedlung und Beherrschung der Inseln und des angrenzenden Festlandes (Jütland und Schonen) waren Seefahrt und Schiffbau lebensnotwendig. Fast ganz Dänemark und Schonen waren mit für den Schiffsbau geeigneten Wäldern bedeckt, die kultivierte Nutzfläche für Ackerbau war hingegen begrenzt. Eine Ausbreitung der Dänen wurde im Norden durch Schweden und Norweger, im Süden durch Sachsen und Franken begrenzt. Der Bevölkerungsüberschuss, der von der kleinen einheimischen Scholle nicht mehr ernährt werden konnte, konnte daher nur nach Übersee abwandern, die Wikingerzeit begann. Bereits im frühen 6. Jahrhundert hatte eine Flotte dänischer Wikinger unter König Chlochilaicus erstmals das Frankenreich angegriffen. Mitte des 9. Jahrhunderts setzten sich dänische Wikinger in England und Irland fest, zu Beginn des 10. Jahrhunderts in der Normandie, Mitte des 10. Jahrhunderts auch in Pommern (Jomsburg).
Mit ihrem Sieg in der Seeschlacht von Svold anno 1000 verdrängte eine dänisch-schwedische Flotte die norwegischen Konkurrenten aus der Ostsee, in der Seeschlacht am Helgeå behauptete sich die dänische Flotte 1026 gegen eine norwegisch-schwedische Allianz. König Knut der Große ließ längere und eine größere Anzahl von Ruderern bzw. Kriegern tragende Schiffe bauen. Mit diesen Langbooten beherrschten er und seine Söhne zu Beginn des 11. Jahrhunderts nicht nur Dänemark und die Nordsee, sondern auch England (1016–1042), Holstein (1025), Norwegen (1028–1035) und Schottland (1031–1035). Zwar halfen dänische Flotten dem deutschen Kaiser 1049 im Kampf gegen Niederlothringen, Friesland und Flandern, doch Knuts Neffe Svend II. und dessen Sohn Knut IV. vermochten es auch mit überlegenen Flotten nicht, die dänischen Küsten gegen die Norweger zu schützen (Niederlage bei Nissan, 1062) bzw. das an die Normannen gefallene England zurückzuerobern (Expeditionen 1069/70, 1075 und 1085).
Erst zum Ende des 12. Jahrhunderts stieg Dänemark wieder zur regionalen Großmacht auf. Waldemar I. gewann Rügen und beherrschte um 1180 die Ostsee, seine Söhne und Nachfolger Knut VI. und Waldemar II. unterwarfen Holstein, Mecklenburg und Pommern. Mit fast 1400 Schiffen beherrschte Waldemar II. zu Beginn des 13. Jahrhunderts die Ostsee bis nach Estland, zu Lande jedoch wurde er 1225 und 1227 von einer norddeutschen Koalition unter Führung der Hansestadt Lübeck besiegt. Kopenhagen wurde zweimal, 1241 und 1248, von Lübecker Flotten niedergebrannt. Eine schwedisch-norwegische Kriegsflotte bedrängte 1253 Dänemarks Küsten. Auch in der Nordsee stellten die Hanse und Norwegen die dänische Vorherrschaft infrage. Norwegen unterwarf 1261/62 Grönland und Island, musste sich aber 1272 und 1285 selbst der Hanse unterwerfen. Es dauerte bis zur Mitte des 14. Jahrhunderts, ehe Waldemar IV. das dänische Ostseereich wiederherstellen konnte. Zunächst hatte er sich noch mit der Hanse verbündet, 1342/43 wehrten die Verbündeten einen norwegisch-schwedischen Angriff auf Kopenhagen ab und noch 1360 half ihm die Hanse bei der Rückeroberung des zwischenzeitlich an Schweden gefallenen Schonen. Im Ersten Waldemarkrieg, nachdem eine dänische Flotte 1361 Wisby und eine hanseatische Flotte 1362 Kopenhagen geplündert hatte, blieb die dänische Flotte 1362 vor Helsingborg zunächst siegreich, im Zweiten Waldemarkrieg jedoch eroberte und plünderte eine hanseatische Flotte 1368 Kopenhagen erneut und brach im Bündnis mit Schweden die dänische Vorherrschaft. Gegen die Hanse verbündete sich Dänemark daraufhin ab 1380 mit Norwegen und ab 1397 mit Schweden in der Kalmarer Union. Königin Margarethe I. ordnete 1401 erstmals die Aufstellung einer gemeinsamen Flotte an, doch erst ihr Nachfolger Erik VII. rüstete königliche Flotten aus. Gemeinsam konnte 1418 ein erneuter Angriff der Hanse abgewehrt werden.

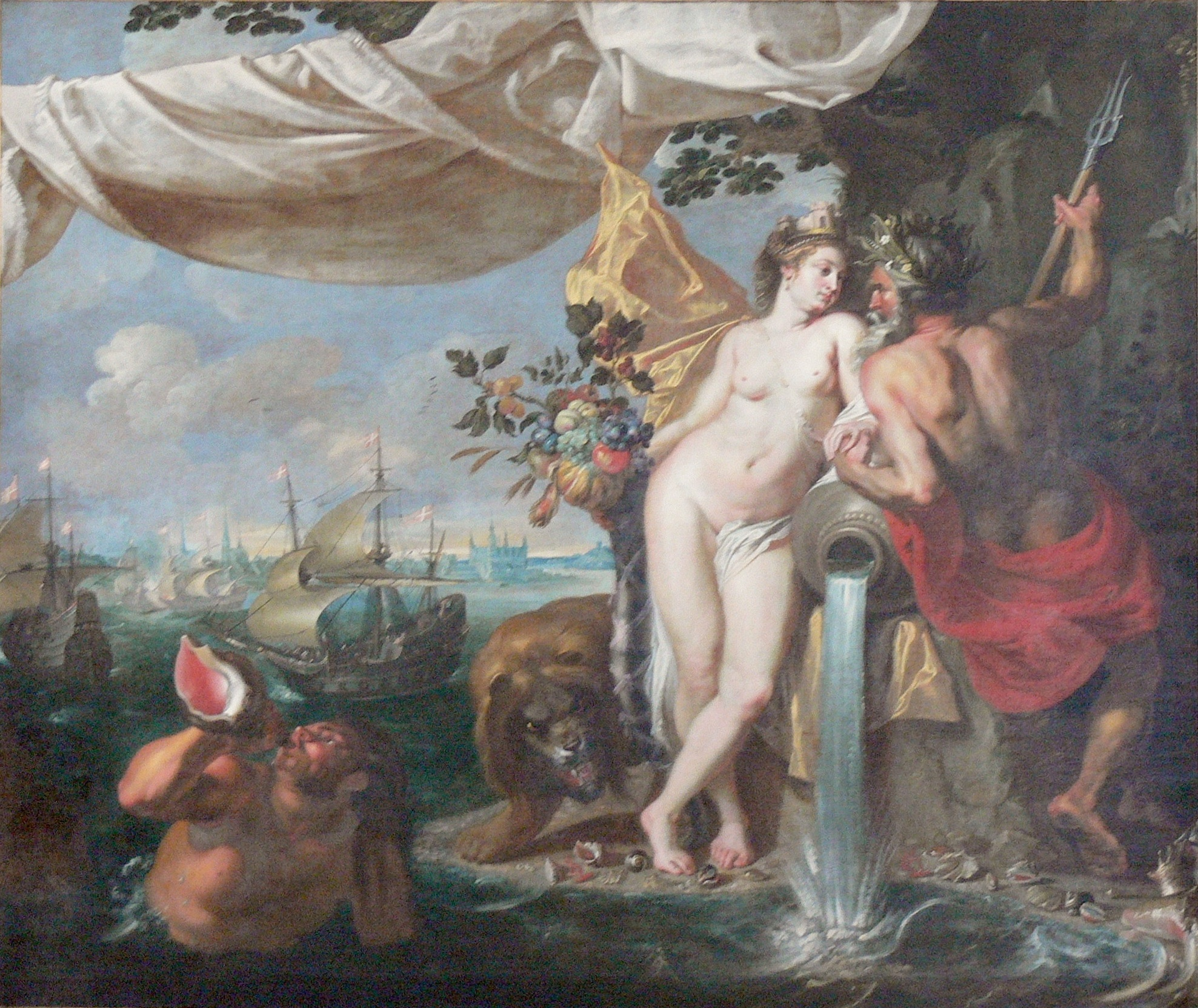
Allegorie auf Dänemarks Seeherrschaft über den Öresund, Blick auf Helsingör (im Hintergrund)

Eine der geostrategischen Stärken Dänemarks und eine seiner wichtigsten Einnahmequellen war die Möglichkeit, von allen nicht-dänischen Schiffen, die auf dem Weg zwischen Ostsee und Nordsee das Nadelöhr des Öresunds passieren mussten, Abgaben zu erzwingen. Zu diesem Zweck errichtete Dänemark die Festung Kronstadt bei Helsingør. Ab 1425 begann Dänemark, diesen Sundzoll zu erheben, worauf die Hanse mit einem erneuten Krieg antwortete und nach wechselhaftem Kriegsglück (dänische Seesiege im Öresund 1427 und vor Kopenhagen im April 1428, dänische Niederlagen vor Kopenhagen im Juni 1428 und beim Dänholm 1429) Ausnahme- und Sonderregelungen erzwang. Zudem erhob sich innerhalb der Kalmarer Union Schweden 1434 gegen Dänemark und konnte auch durch eine dänische Flottendemonstration vor Stockholm nicht wieder effektiv unterworfen werden. Ab 1448 führten Dänemark und Schweden erneut gegeneinander Krieg. Allerdings spaltete sich auch die Hanse, und Dänemark verbündete sich mit den abgespaltenen holländischen Hansestädten.
In der Nordsee kam eine Rivalität mit England hinzu, zwischen 1484 und 1490 lieferten sich Dänemark und England einen bis in den Nordatlantik ausufernden Kaperkrieg, bei dem sich u. a. der in dänischen Diensten stehende deutsche Kapitän Didrik Pining auszeichnete und zum Admiral befördert wurde. Bereits zwischen 1470 und 1476, etwa zwei Jahrzehnte vor Christoph Columbus, hatte eine unter Pinings Kommando stehende dänische Expedition nach Grönland vermutlich auch Nordamerika erreicht.

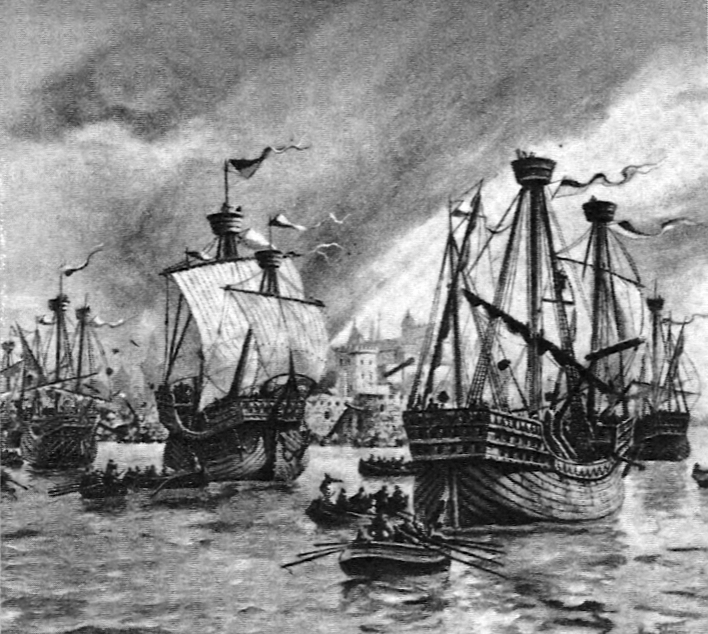
Kopenhagens Eroberung durch die Hanse (1368) beendete Dänemarks Vorherrschaft zunächst
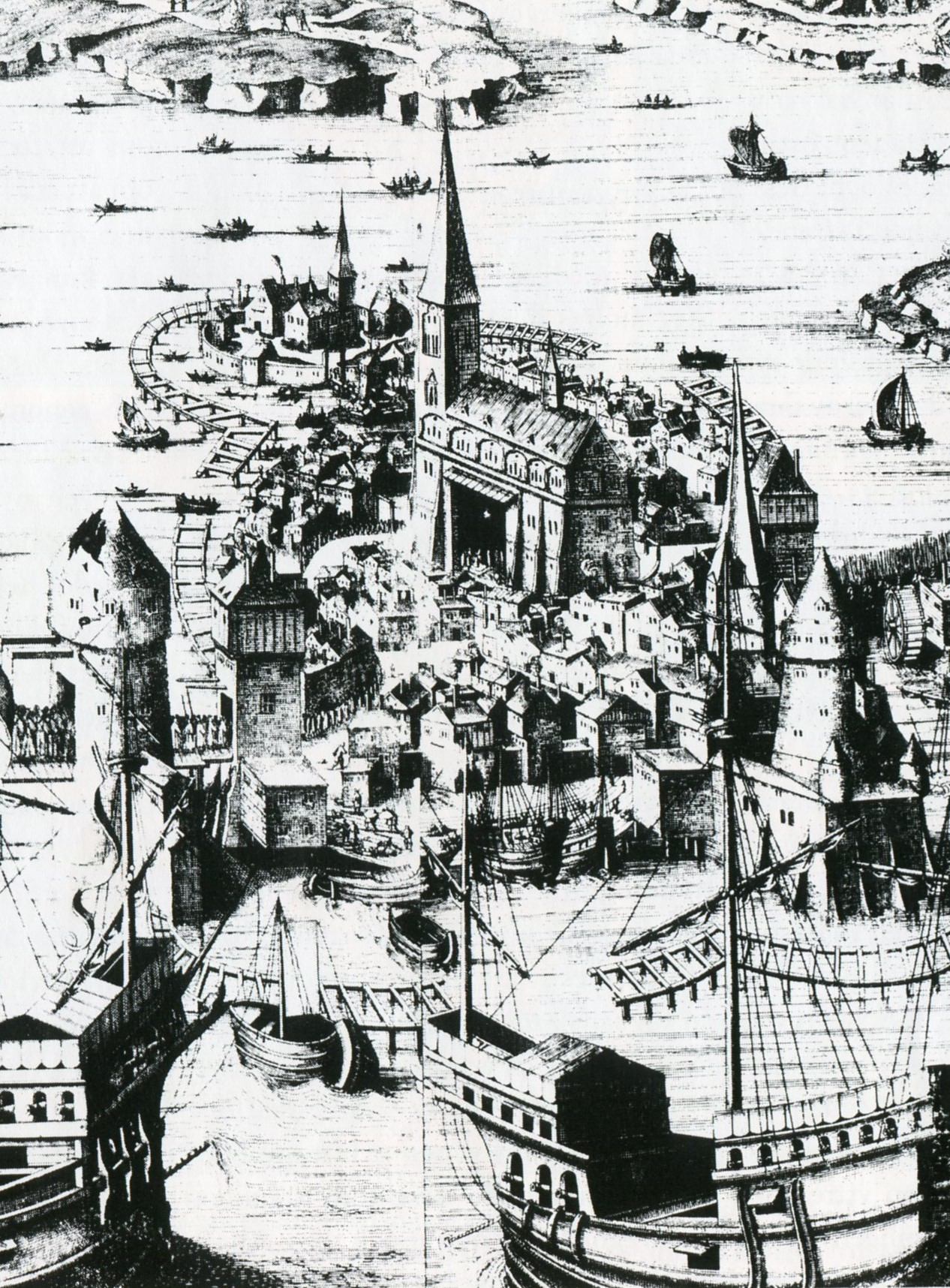
Søren Norbys Flotte eroberte Stockholm (1520), konnte es aber nicht halten.
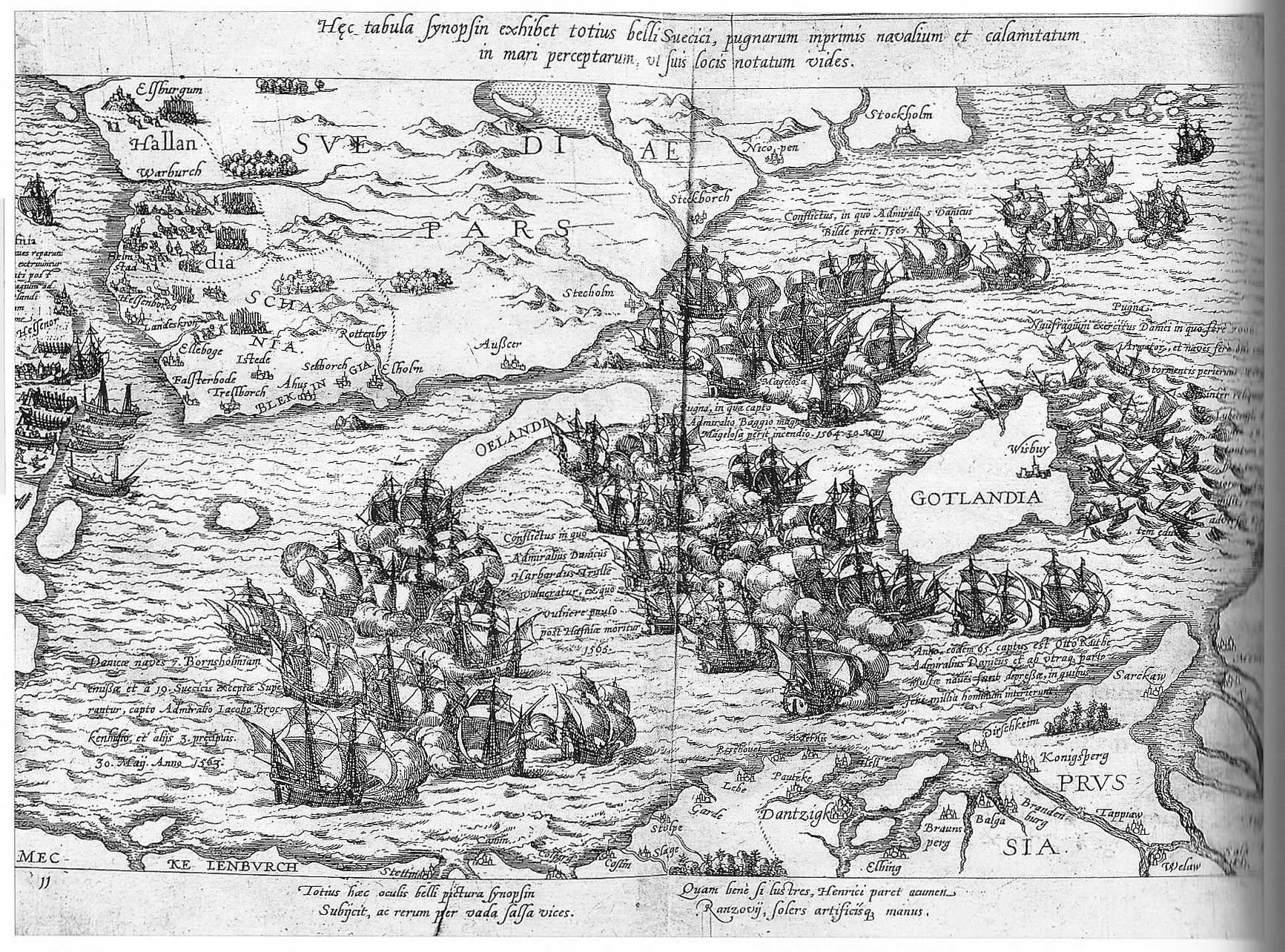
Der Verlust der Flotte im Sturm vor Gotland (1566) beendete Dänemarks Offensivkraft.

### Dänisch-Norwegische Marine
Am Vorabend eines Krieges gegen Lübeck hatte Unionskönig Johann I. ab 1509 die endgültige organisatorische Zusammenlegung der dänischen und der norwegischen Seemacht zu einer permanenten königlichen Flotte betrieben. Als eigentlicher Gründungstag der dänischen Marine wird noch heute der 10. August 1510 geehrt (Flottentag). An diesem Tag wurde Henrik Krummedike zu deren ersten Oberbefehlshaber (øverste kaptajn) ernannt. Krummedike schlug die Lübecker Flotte noch im gleichen Jahr bei Nakskov und ein Jahr später bei Bornholm erneut. Bei Ausbruch des Schwedischen Unabhängigkeitskrieges ernannte Johanns Nachfolger Christian II. 1517 den Admiral Søren Norby zum Oberbefehlshaber der Flotte. Mit Hilfe dieser Flotte gelang 1520 die Eroberung Stockholms und somit eine letzte Restauration der Kalmarer Union. Norbys Flotte sicherte und versorgte die eroberten bzw. dänentreuen Küstenstädte Schwedens und Finnlands. Doch schon 1522 entstand mit Hilfe Lübecks eine schwedische Flotte, und vereint schlugen Schweden und Lübecker Norbys Flotte; 1523 konnten die Schweden auch Stockholm zurückerobern. Zwar hatte Lübeck die Kalmarer Union somit endgültig spalten können, doch schon 1534 verbündeten sich Dänemark und Schweden während der Grafenfehde gegen Lübeck und schlugen unter Peder Skrams Führung die Lübecker Flotte 1535 erst bei Bornholm, dann bei Svendborg. Drei Jahrzehnte später musste sich Lübeck im Dreikronenkrieg schließlich mit seinem bisherigen Erzfeind Dänemark gegen Schweden verbünden, die Ostseeherrschaft der Hanse war gebrochen. Die schwedische Flotte war der dänischen überlegen, doch mit Hilfe der Lübecker konnten sich die Dänen trotz einer Niederlage vor Bornholm (1563) und weiterer verlustreicher Seegefechte zunächst behaupten. Der Tod des Admirals Herluf Trolle (1565) und der Untergang der dänisch-lübischen Flotte vor Gotland (1566) überforderte aber auch Dänemark. Im Ostseehandel dominierten fortan dänische und schwedische, vor allem aber niederländische Schiffe.

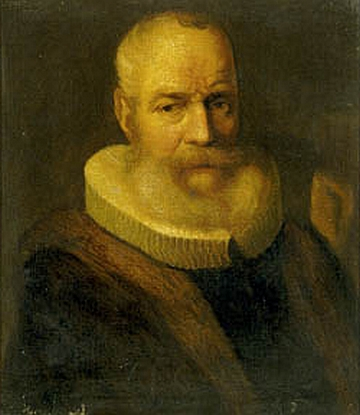
Admiral Søren Norby war der Sache Christians II. ergeben. In Schweden gilt er als Pirat.
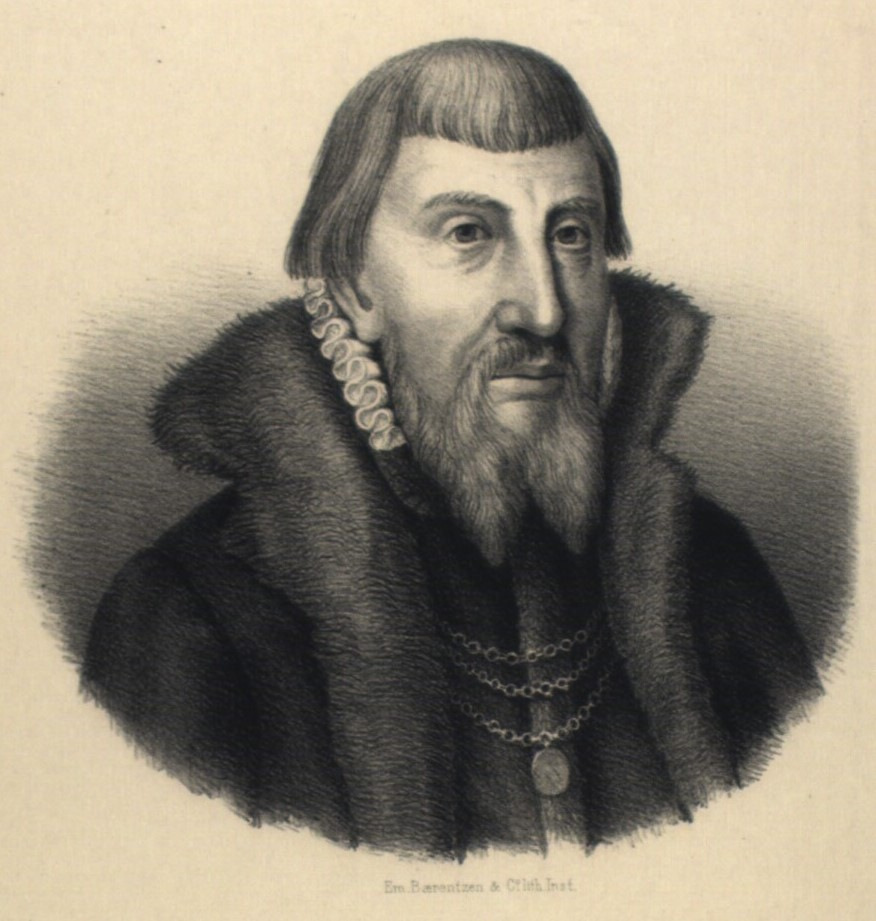
Peder Skram besiegte in der Grafenfehde Lübeck und im Dreikronenkrieg Schweden (1562).
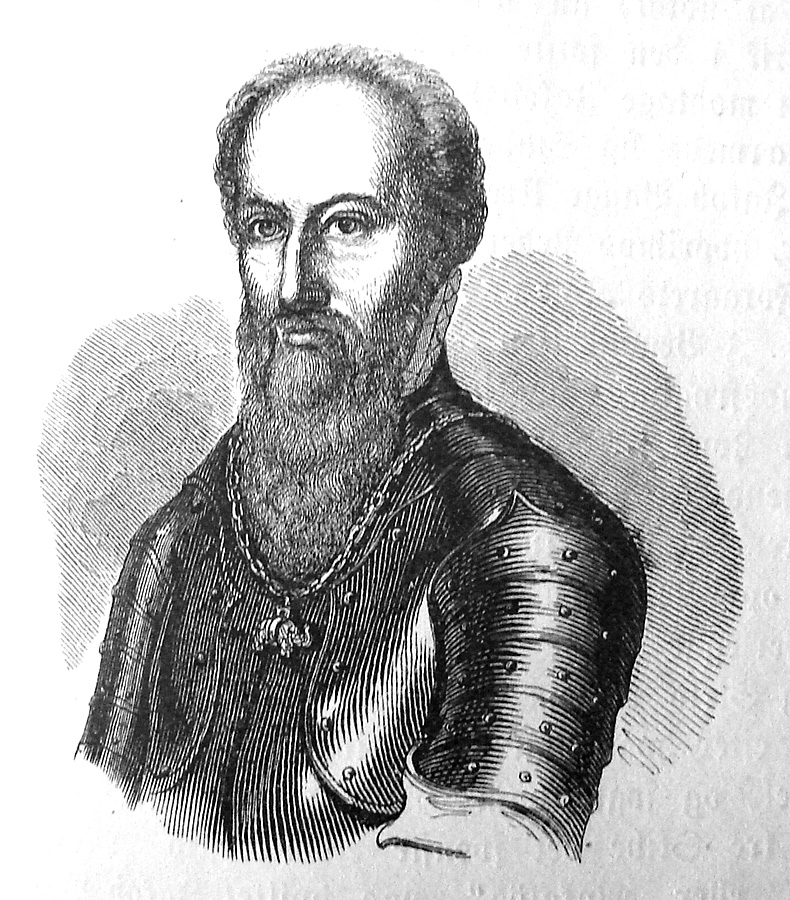
Dänemarks Seeheld Herluf Trolle fiel im Dreikronenkrieg gegen die Schweden (1565).

#### Kampf mit Schweden um die Ostseeherrschaft

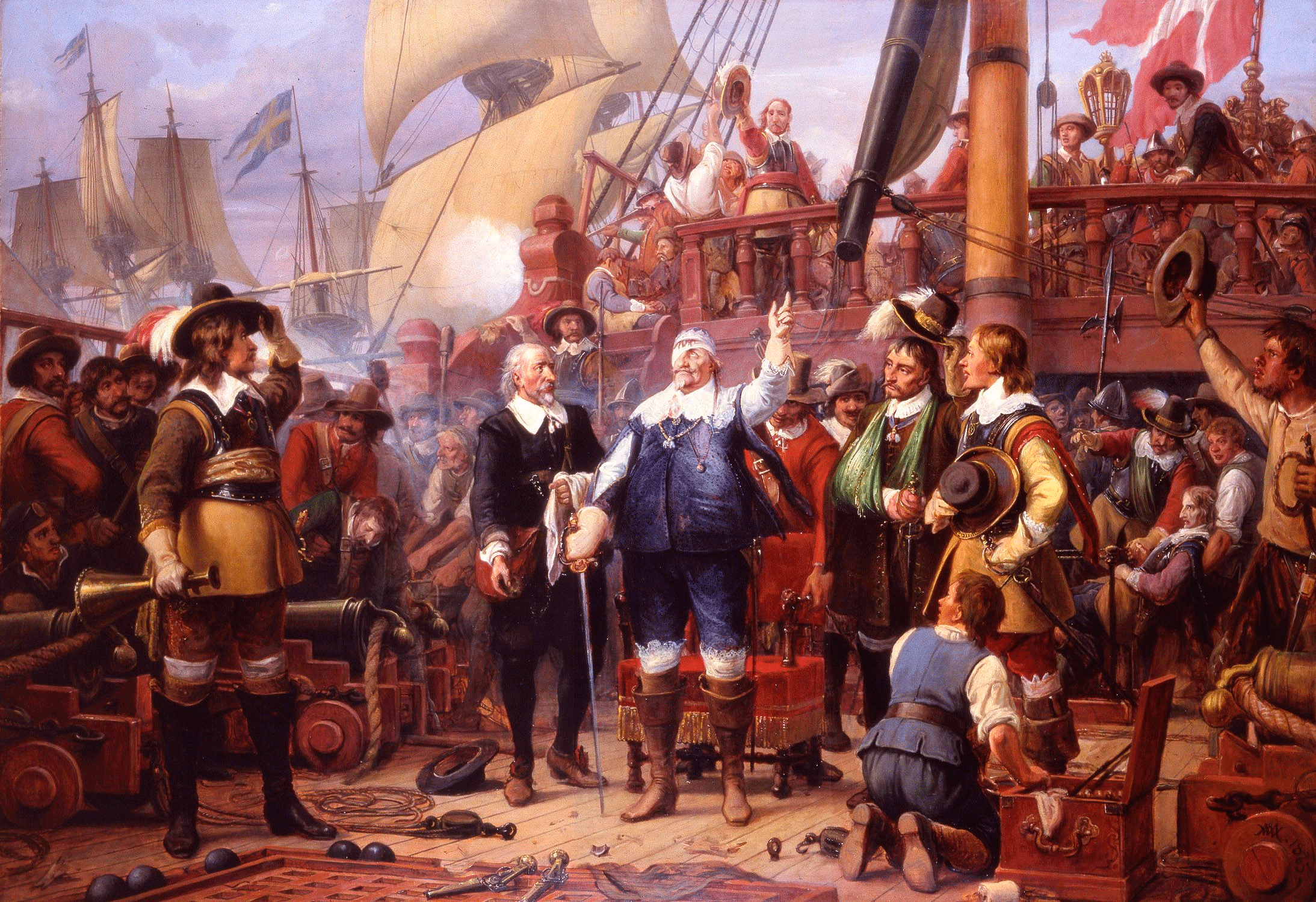
Christians IV. Tapferkeit in der Seeschlacht auf der Kolberger Heide (1644) wurde zum Thema der Nationalhymne. Sein Flaggschiff sank ein Jahr später in einem Sturm.

Erst in den 1560er und 1570er Jahren förderte Friedrich II. – ebenso wie seine schwedischen Gegenspieler Erik XIV. und Johann III. – den Ausbau der Flotte, und sowohl in Schweden als auch in Dänemark wurden erstmals Reichsadmirale eingesetzt. Neben den großen Orlogschiffen entstand ab 1565 eine Galeerenflotte. Friedrich strebte eine erneute Vorherrschaft Dänemarks sowohl in der Ostsee (Dominium maris Baltici) als auch der Nordsee an. Die nach zwei Jahrhunderten Hanse-Dominanz gerade erst wiedergewonnene und vom Wohlwollen der verbündeten Niederlande abhängige Ostseeherrschaft konnte Dänemark im Dreikronenkrieg und im Kalmarkrieg gegen Schweden nur mühsam behaupten, die Nordseeherrschaft war inzwischen an die Niederlande und England übergegangen. Friedrichs Sohn Christian IV. entsandte daher dänische Schiffe nicht nur nach Grönland, sondern auch über die Nordsee hinaus und gründete 1616 die erste Dänische Ostindien-Kompanie, sein Admiral Ove Gjedde erwarb 1620 mit Tranquebar eine erste Kolonie in Indien.
War 1555 noch eine große Flotte zum Kampf gegen schottische und französische Piraten in die Nordsee entsandt worden, so konnte die dänische Marine die Überfälle nordafrikanischer Piraten auf Island 1627 aber nicht mehr verhindern, da sie inzwischen wieder mit der Verteidigung der dänischen Hauptlande beschäftigt war. Während des Dreißigjährigen Krieges und des Torstenssonkrieges wurde Dänemark zu Lande geschlagen und Jütland vom Feind besetzt (1627–1629 von deutschen, 1643–1645 von schwedischen Truppen). Die überlegene Flotte hinderte den Feind daran, auch auf den Inseln zu landen, was Dänemark eine vollständige Niederlage zunächst ersparte.
Mit der Einführung des Sundzolls auch für niederländische Schiffe hatte sich Dänemark 1635 jedoch einen wichtigen Freund zum Feind gemacht, 1640 verbündeten sich Niederländer und Schweden. Zwar konnte sich die dänische Flotte in der Nordsee 1643 (und 1644 in der Seeschlacht im Lister Tief) zunächst noch gegen die Niederländer behaupten, und im gleichen Jahr bombardierte eine dänische Flotte Hamburg, während eine andere die schwedische Flotte in der Kieler Bucht blockierte (1644 Seeschlacht auf der Kolberger Heide). Mit der Überlegenheit der Flotte war es jedoch vorbei, als Niederländer und Schweden sich vereinten, und eine niederländisch-schwedische Flotte schlug die Dänen 1644 in der Seeschlacht bei Fehmarn, mindestens zwölf dänische Schiffe gingen dabei verloren. Bei Falsterbo und bei Møn konnte 1657 die dänische Marine der schwedischen widerstehen, doch 1658 fielen die Schweden kurzerhand von Jütland über den zugefrorenen Belt auf den Inseln ein, und ihr überlegenes Heer belagerte Kopenhagen zu Lande (Zweiter Nordischer Krieg). Die tapfere Verteidigung der Hauptstadt verhinderte die vollständige schwedische Eroberung. Dänemark musste Schonen abtreten und Schweden vom Sundzoll befreien; die dänische Vorherrschaft in der Ostsee war endgültig verloren.

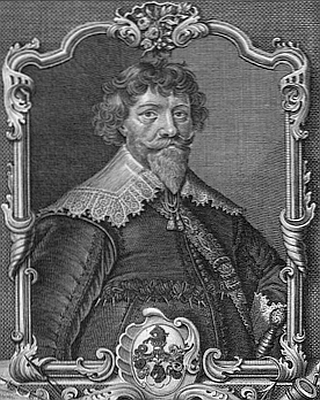
Jørgen Vind fiel in der Seeschlacht auf der Kolberger Heide 1644 gegen die Schweden.
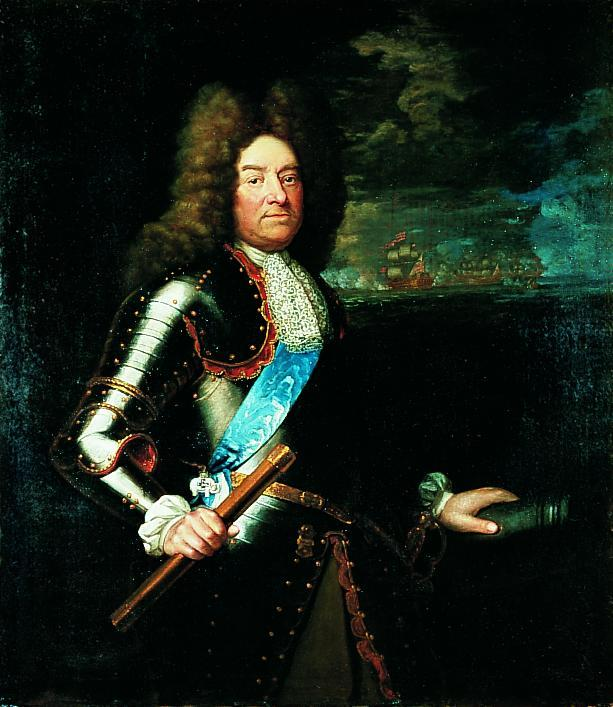
Auch Niels Juels Siege über die Schweden flossen in die Nationalhymne ein.
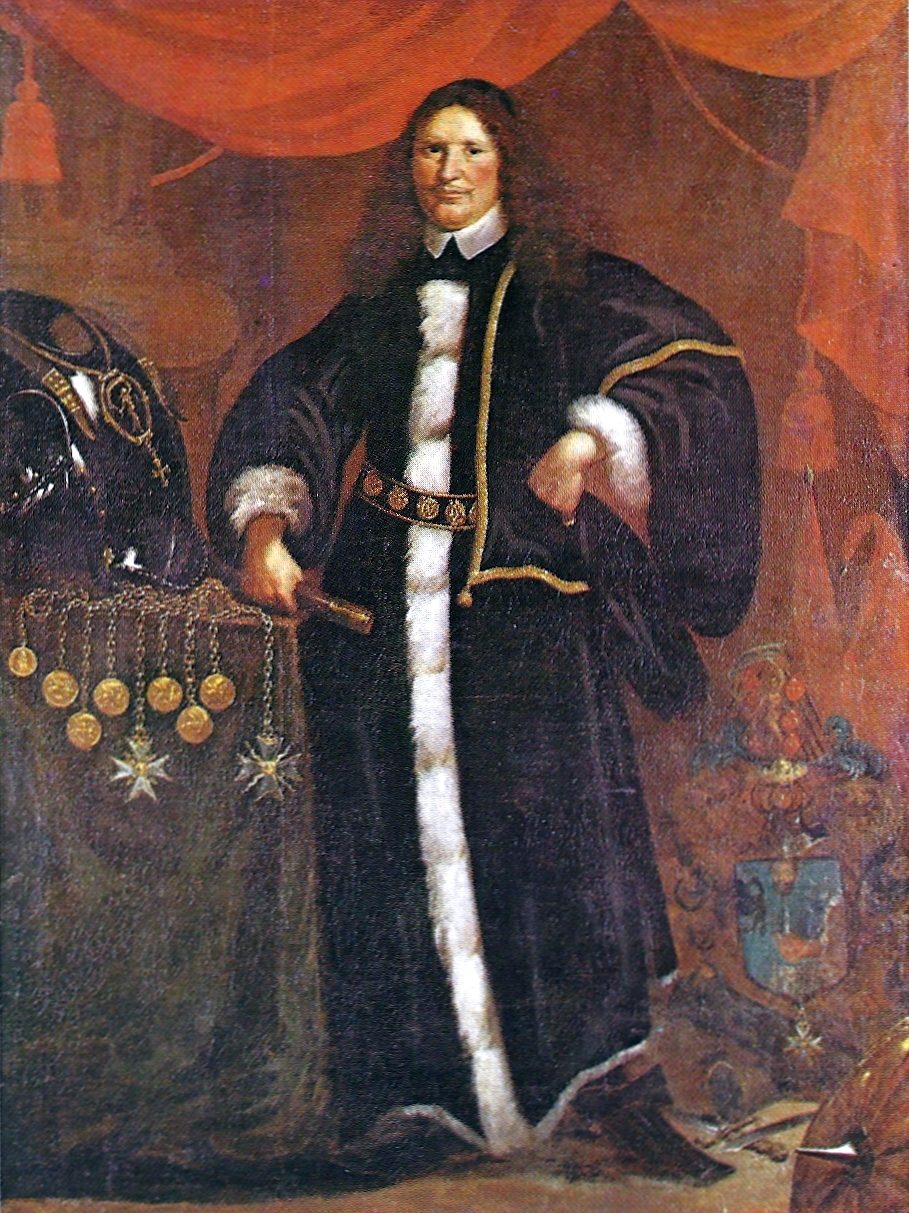
Der Norweger Cort Adeler wurde venezianischer, niederländischer und dänischer Admiral.

Als daraufhin Schweden selbst den Sund sperrte, brachte es die Niederlande gegen sich auf, und es war dieser der erneute Seitenwechsel der Niederlande, der Dänemark vor dem Untergang rettete. Eine niederländisch-dänische Flotte schlug die Schweden 1658 im Öresund. Ohne Nachschub durch die Flotte konnten sich die schwedischen Überseekolonien nicht länger verteidigen. Dänemark eroberte 1658/63 alle schwedischen Besitzungen an der Goldküste (Ghana), während die Niederlande die schwedischen Kolonien in Nordamerika (Neuschweden) übernahmen. Die dramatische Niederlage von 1658/60 führte zum Umbruch des Machtgefüges in Dänemark. Friedrich III. festigte die Macht des Königtums und bemühte sich um den Wiederaufbau der Flotte. Nach dem Verlust der Ostseeherrschaft wandte sich Dänemark zunächst dem Ausbau der Überseekolonien zu. An der Seite der Niederlande wurde die dänische Marine 1667 in einen Krieg gegen England verwickelt und kurzzeitig eine (Rück-)Eroberung der vormals dänisch-norwegischen Orkney-Inseln durch eine gemeinsame niederländisch-dänische Flotte erwogen. Eine Dänische Westindien-Kompanie wurde gegründet, die 1671 Saint Thomas in der Karibik übernahm. Admiral Cort Adeler wurde Direktor der Ostindien-Kompanie und bei Beginn des Schonenkrieges zum Oberbefehlshaber der Flotte berufen. Nach Adelers Tod wurde im Jahre 1676 der niederländische Admiral Cornelis Tromp zum obersten Generaladmiral der vereinigten niederländisch-dänischen Flotte ernannt, doch trotz glänzender Seesiege der Admirale Tromp und Niels Juel über die schwedische Flotte (1676 bei Bornholm und bei Öland, 1677 bei Møn und in der Køgebucht) scheiterte die Rückeroberung Schonens an dänischen Niederlagen zu Lande.

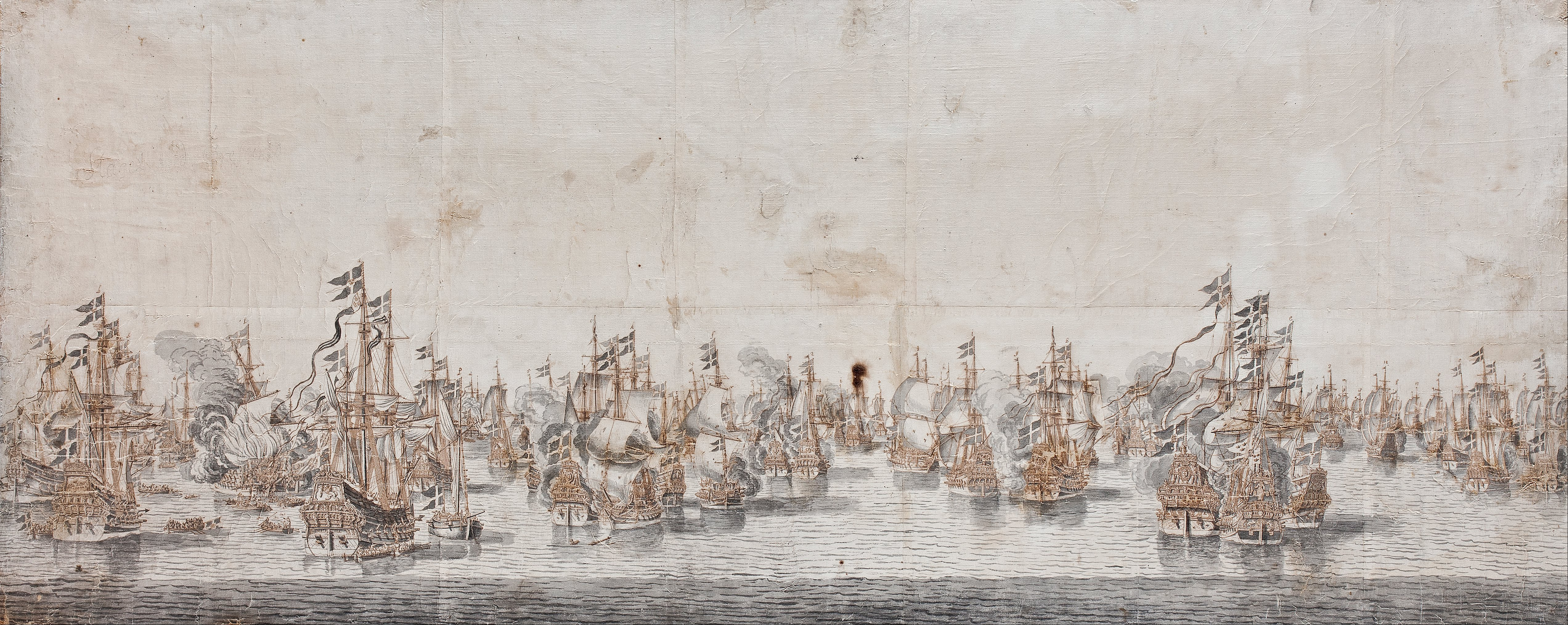
Bei Fehmarn brachen Niederländer und Schweden die dänische Ostseeherrschaft (1644).
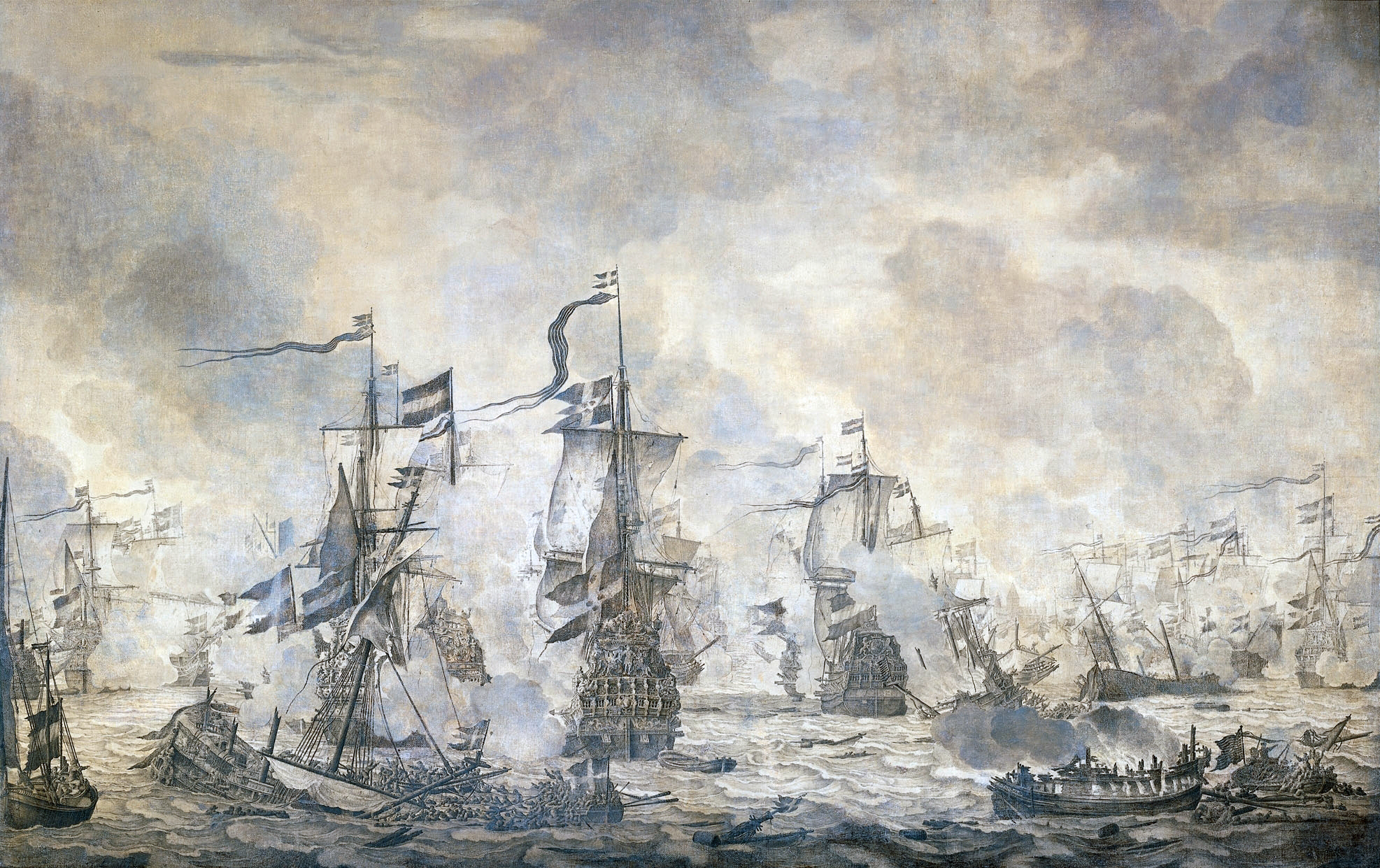
Mit ihrem Sieg im Sund verhinderten Dänen und Niederländer Schwedens Nordseeherrschaft (1658).
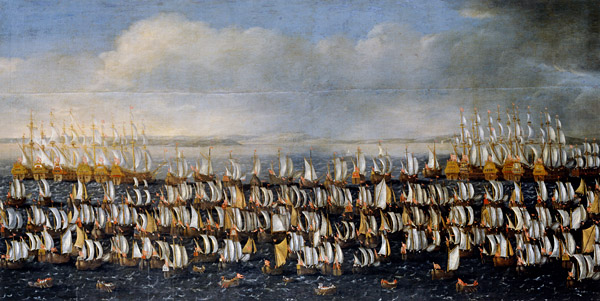
Dänische Seesiege sicherten die Invasion in Schonen (1676), zu Land aber siegte Schweden.

Während in Schweden die Niederlagen zur See ab 1680 zur Reform und Neuorganisation der Marine führten, geschah Ähnliches in Dänemark nach einem erneuten niederländischen Seitenwechsel und der dänischen Niederlage von 1700. Gleich zu Beginn des Großen Nordischen Krieges hatte eine vereinte niederländisch-englisch-schwedische Flotte Kopenhagen bombardiert und eine schwedische Landung Dänemark rasch zur Kapitulation gezwungen. Den aufgezwungenen Frieden nutzte Dänemark zum Neuaufbau der Flotte, Generaladmiral Ulrik Christian Gyldenløve wurde Präsident des Admiralitätskollegiums bzw. neuer Oberbefehlshaber und gründete die Königliche Marineakademie in Kopenhagen. Nach der schwedischen Niederlage in Russland trat Dänemark 1709 erneut in den Krieg ein, die Flotte zählte wieder 177 Kriegsschiffe mit 4783 Kanonen, davon 39 große Linienschiffe. Der Großteil der Schiffe stammte ebenso wie der Großteil der Mannschaften aus Norwegen. Wie schon im Schonenkrieg fiel dem dänisch-norwegischen Nordsee- bzw. Kattegat-Geschwader die Aufgabe zu, das schwedische Nordseegeschwader in Göteborg einzuschließen und an der Vereinigung mit der schwedischen Ostseeflotte in Karlskrona zu hindern. Das dänische Ostseegeschwader hatte die Aufgabe, die schwedischen Nachschublinien nach Pommern zu kappen sowie die Belagerung Stralsunds, Wismars und Stettins zu unterstützen. Der dänischen Marine gelang 1709 eine Landung in Schonen, doch zu Lande wurden die Invasionstruppen 1710 von den Schweden besiegt. Die Seeschlacht in der Køgebucht (1710) endete noch unentschieden, die Landung schwedischer Verstärkungen auf Rügen konnte 1711 nicht verhindert werden, und auch die Blockade des schwedischen Geschwaders in Göteborg misslang 1712. Gyldenløve vernichtete jedoch die schwedische Nachschubflotte in der Seeschlacht vor Rügen (1712), was zum Ende der schwedischen Ostseeherrschaft beitrug. Das taten auch die Siege der russischen Flotte ab 1714 und weitere dänische Siege in der Seeschlacht bei Jasmund (1715) (Rügen) und in der Seeschlacht bei Fehmarn (1715) (in der Gyldenløve das schwedische Flaggschiff versenkte) sowie im Seegefecht im Dynekilen-Fjord. Landungspläne und der Angriff auf Göteborg (1717) hingegen scheiterten 1717 und 1719, was zur Abberufung des bis dahin erfolgreichen Kapitäns Peter Wessel Tordenskiold führte.

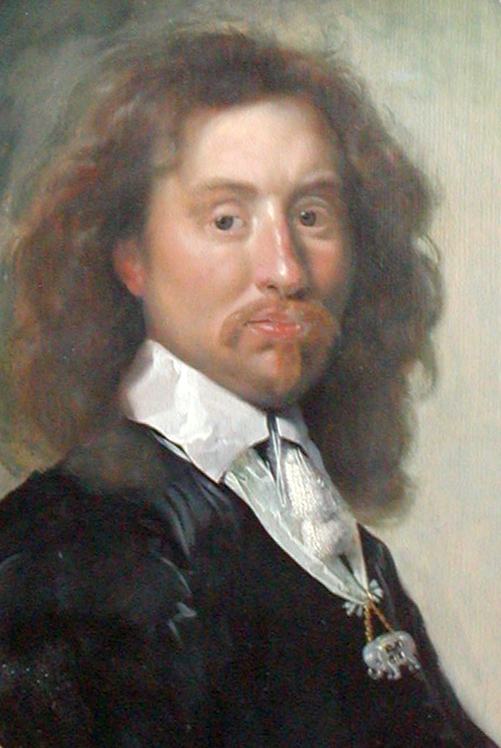
Der Norweger Henrik Bjelke wurde letzter Reichsadmiral, die Flotte führten Generaladmirale
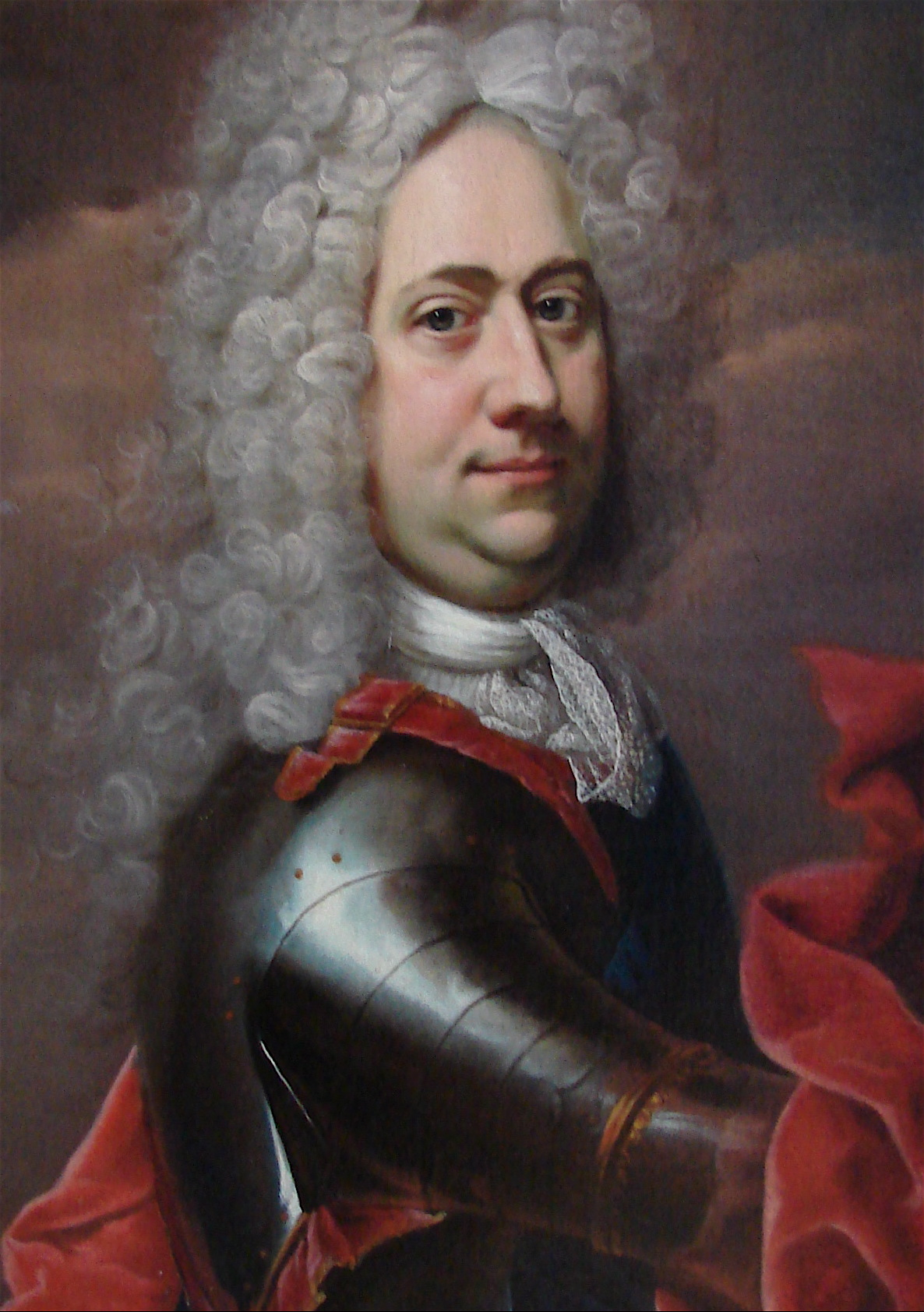
Ulrik Gyldenløve schuf die Marineakademie, reformierte die Flotte und fiel gegen Schweden
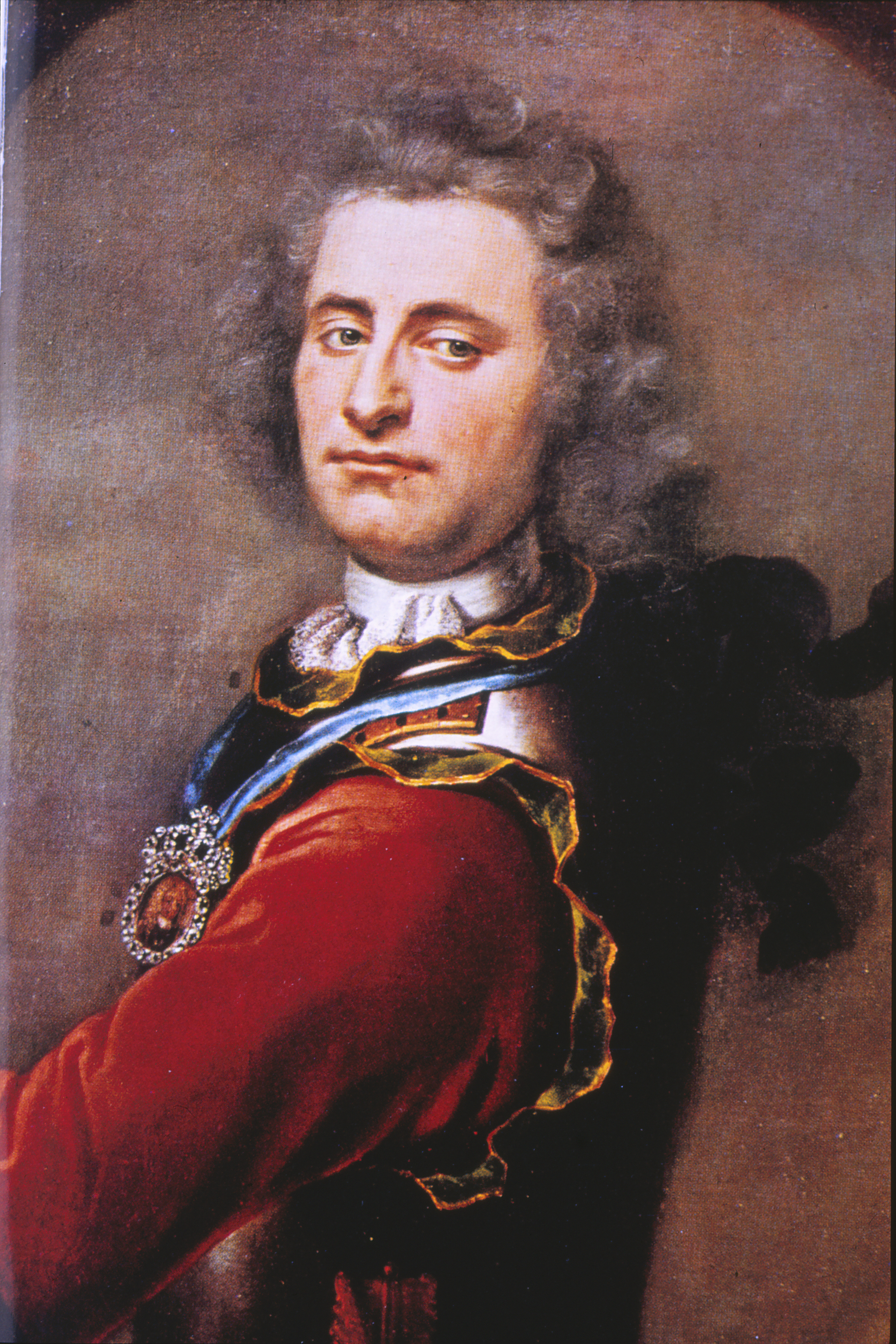
Der Norweger Peter Tordenskiold besiegte die Schweden im Großen Nordischen Krieg.

#### Nach dem Verlust der Ostseeherrschaft

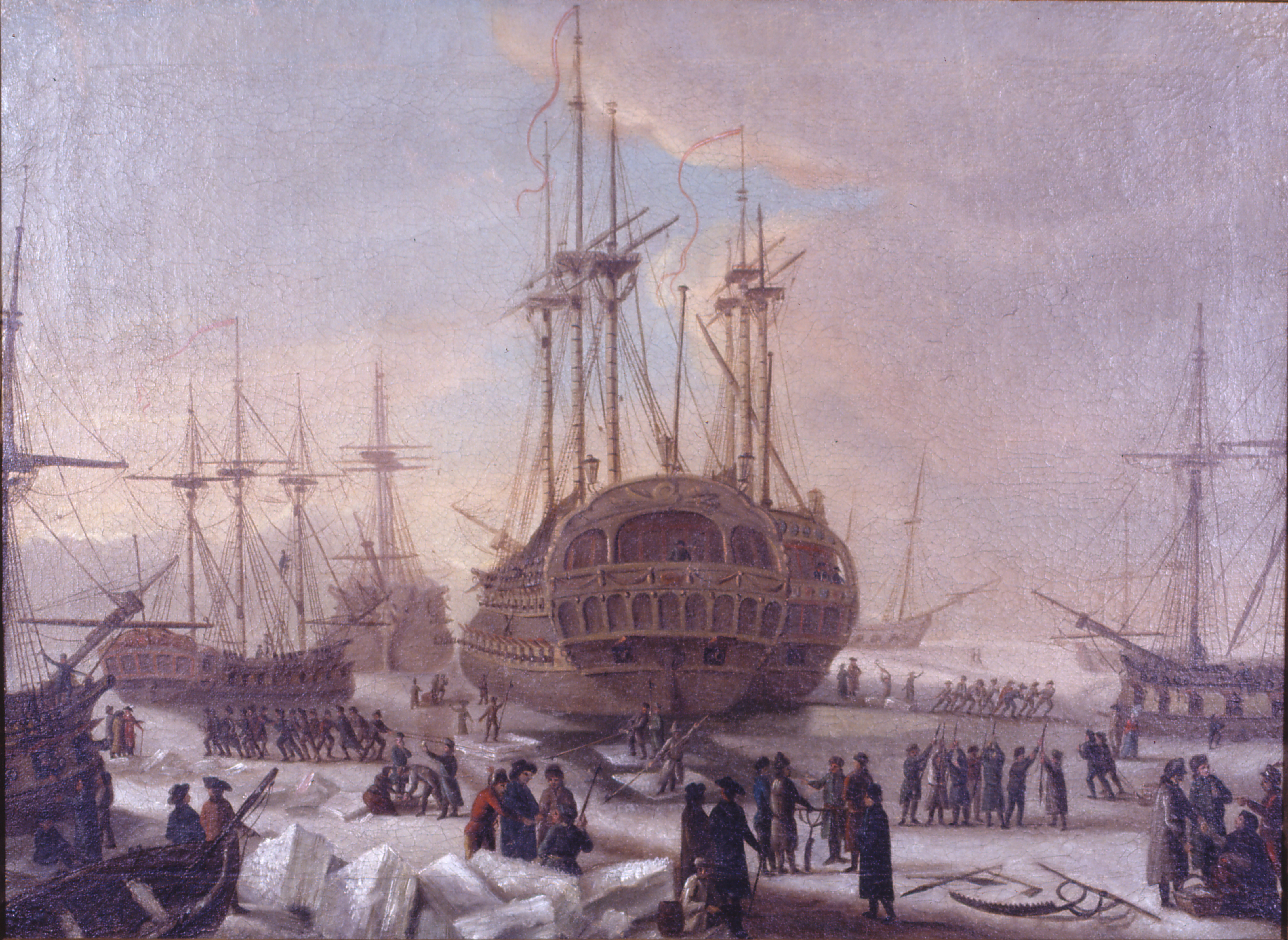
1770 wurden vier Linienschiffe, zwei Fregatten und vier kleinere Schiffe gegen algerische Piraten ausgesandt; 1797 gegen Tripolis waren es nur noch eine Fregatte und eine Brigg.

Der Frieden von 1720 brachte Dänemark nur die Wiederaufnahme schwedischer Sundzahlungen ein. Die Vorherrschaft in der Ostsee fiel nicht an Dänemark zurück, sondern an Russland, doch auch in der russischen Marine dienten dänische und norwegische Seeoffiziere. Vitus Bering hatte während des Kriegs mehrere Linienschiffe der russischen Ostseeflotte und der Asow-Flottille befehligt, und Cornelius Cruys war sogar Oberkommandierender der Ostseeflotte. In den folgenden Friedensjahren widmete sich Dänemark-Norwegen dem Ausbau seiner überseeischen Verbindungen und Kolonien. Ab 1721 wurde mit der Missionierung Grönlands begonnen und Gothab erbaut, zunächst hatte die Insel aber nur als Walfängerstützpunkt Bedeutung. Bering und sein erster Offizier Martin Spangberg entdeckten auf ihrer Ersten und Zweiten Kamtschatkaexpedition wichtige Abschnitte der Nordostpassage und Alaska für Russland. Die dänischen (vormals schwedischen) Besitzungen an der Goldküste wurden ab 1750 zu einer Kronkolonie zusammengefasst, mit Serampore (bei Kalkutta) wurde 1755 eine zweite Kolonie in Indien gegründet.
In seinem (ersten) Politischen Testament von 1752 kam Preußens König Friedrich II. mit seiner Analyse der Nachbarn und potenziellen Kriegsgegner Preußens zu folgender Einschätzung:

„Dänemark [...] wendet seine ganz Kraft an die Flotte, die in bestem Zustand gehalten wird, und vernachlässigt seine Landstreitkräfte, [...] Die schwedische Flotte ist jedoch schwach, und wir haben nicht ein Kriegsschiff. [...] Die Wahrscheinlichkeit ist groß, daß dieses Königreich [Dänemark], wenn es Krieg führt, zur See Erfolg haben wird, weil es um seine Marine bemüht gewesen ist, das Land aber zufolge der [...] schwachen soldatischen Disziplin geschlagen werden wird.“

Während des Siebenjährigen Krieges rüstete Dänemark 1762 zur Unterstützung Russlands gegen Schweden vierzehn Linienschiffe und acht Fregatten aus, die jedoch bis zum Regierungsantritt des Zaren Peter III. nicht mehr zum Einsatz kamen. Erst ab 1770 wurde die dänische Marine wieder allmählich in kriegerische Auseinandersetzungen verwickelt: Anders als Schweden, das Bündnisse mit dem Osmanischen Reich schloss (1738 und 1788) und bis weit hinein ins 19. Jahrhundert Schutzzahlungen an die Piraten der nordafrikanischen Barbareskenstaaten leistete, entsandte Dänemark 1770, 1772 und 1773 seine Flotte zu Strafexpeditionen gegen Algier. Diese Versuche, die vom Mittelmeer bis in die Nordsee ausgreifende Piraterie zu bekämpfen, hatten allerdings ebenso wenig nachhaltigen Erfolg wie die schwedische Bündnis- und Schutzgeld-Strategie.
Wegen der Aufbringung dänischer und norwegischer Handelsschiffe während des Amerikanischen Unabhängigkeitskrieges bildete Dänemark 1780 mit Russland und Schweden eine (erste) Nordische Liga der bewaffneten Neutralität und provozierte damit Großbritannien. Britische Kriegsschiffe kaperten dänische Handelsschiffe und besetzten die dänische Goldküste; dänische und russische Kriegsschiffe bildeten daraufhin Konvois für die bedrohten Handelsschiffe und kaperten ihrerseits britische Schiffe in der Nordsee und im Nordatlantik. Anders jedoch als die französisch-spanisch-amerikanische Allianz war die russisch-dänisch-schwedische Liga der britischen Royal Navy unterlegen; während der langen Friedenszeit (seit 1720) war die dänische Flotte vernachlässigt worden, veraltet und verfallen. Zwar hatte Dänemark 1788 im Russisch-Schwedischen Krieg noch einmal sechs Linienschiffe und drei Fregatten zur Unterstützung Russlands abkommandiert, doch eine britisch-niederländisch-preußische Allianz wünschte einen Sieg Russlands ebenso wenig wie einen Sieg Schwedens und erzwang mit der Entsendung eines Marinegeschwaders in die Ostsee sowohl Dänemark als auch Schweden zur Beendigung des Krieges. Gegen englische Übergriffe während der Revolutionskriege verbündeten sich Dänemark und Schweden 1794 erneut und bildeten vorübergehend sogar gemeinsame Geschwader zum Schutz ihrer Handelsschiffe.

#### Niederlage gegen die britische Royal Navy

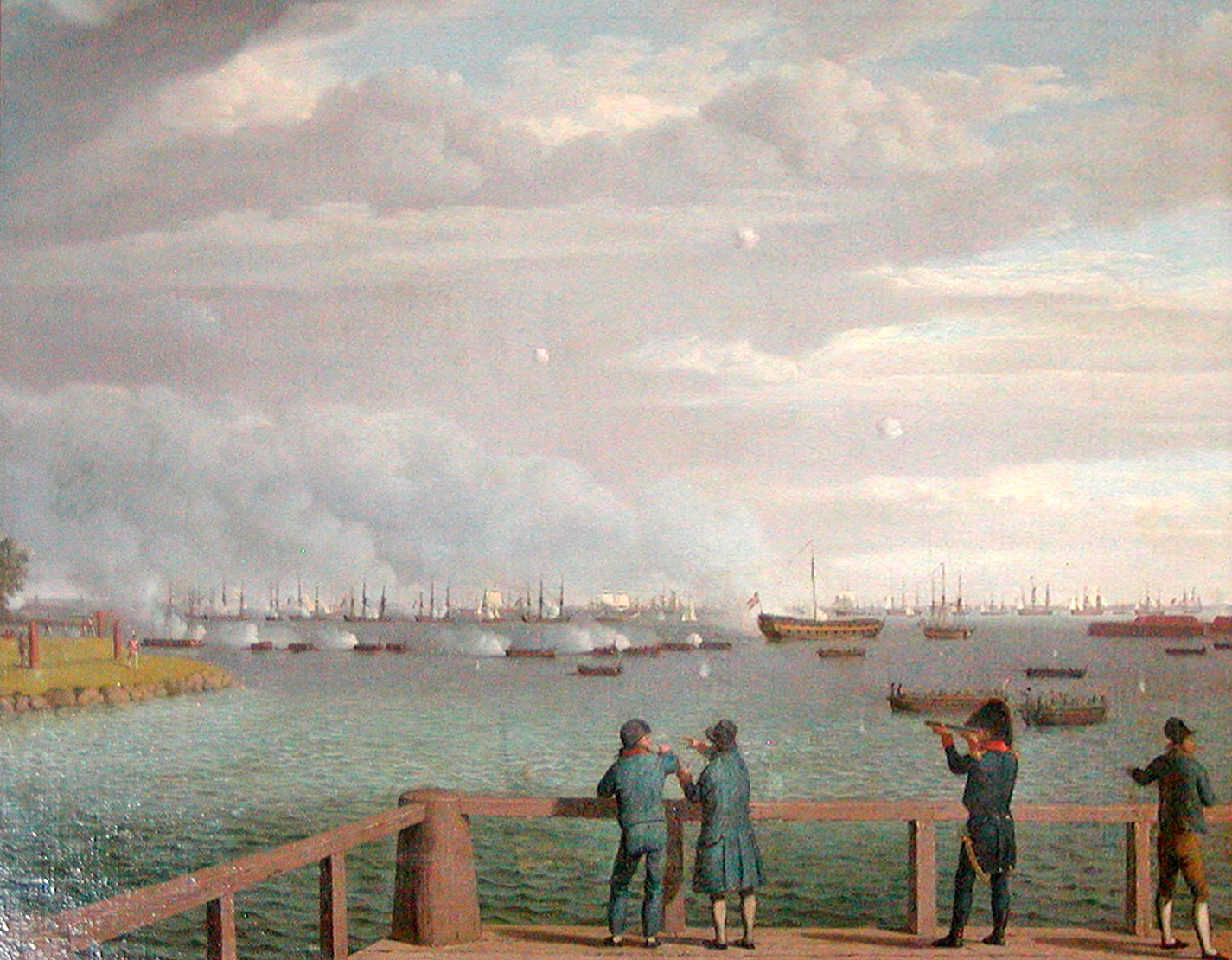
1807 bombardierte die britische Royal Navy Kopenhagen und raubte fast die gesamte dänische Flotte

Zwar zählte die dänische Kriegsflotte um 1800 noch 26 Linienschiffe, beim (ersten) britischen Angriff auf Kopenhagen zeigte sich im April 1801 jedoch, wie schlecht die Flotte vorbereitet, ausgerüstet, ausgebildet und geführt war. Die Kopenhagener mussten mitansehen, wie auf der Reede trotz durchaus tapferer und heldenhafter Gegenwehr etwa die Hälfte der Flotte von den Briten erbeutet und verbrannt wurde. Ohne russische oder schwedische Hilfe konnte die dänische Marine lediglich ihre Ehre verteidigen, mehr als der kommandierende Vizeadmiral Olfert Fischer zeichnete sich dabei der junge Unterleutnant Peter Willemoes aus. Die dänische Ehre hatte einen Monat zuvor auch Kapitän Carl Wilhelm Jessen tapfer verteidigt, als er mit der kleinen Brigg „Lougen“ vor Saint Croix den Kampf gegen zwei überlegene britische Fregatten aufnahm und sie zunächst zum Rückzug zwang. Kurz darauf allerdings eroberte eine aus drei Linienschiffen, sechs Fregatten und zwanzig kleineren Kriegsschiffen bestehende britische Flotte ganz Dänisch-Westindien, und auch das ostindische Tranquebar wurde britisch besetzt.

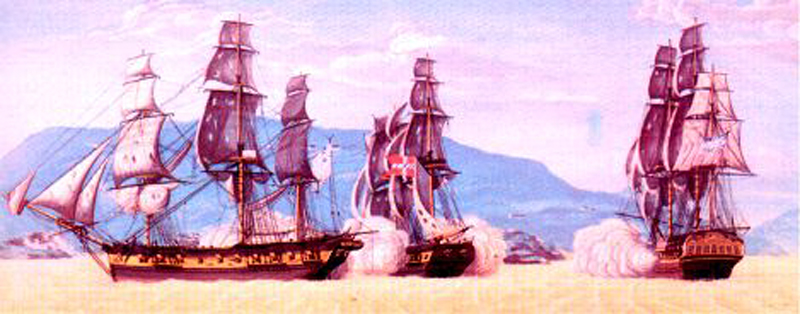
In der Karibik attackierte Kapitän Jessens Brigg zwei britische Fregatten und versuchte zu entern
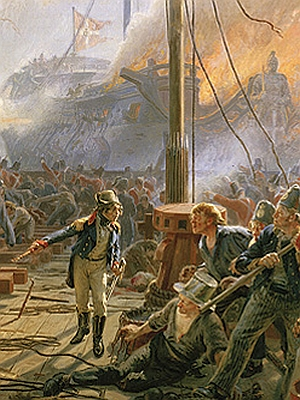
Peter Willemoes spornt in der Seeschlacht vor Kopenhagen (1801) die Männer an
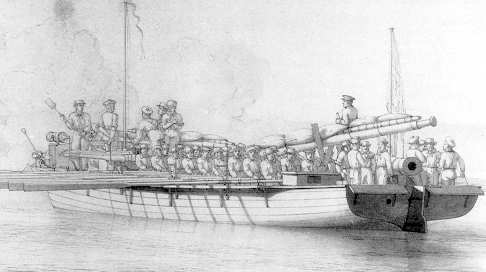
Mit kanonenbestückten Ruderschaluppen griffen Dänen und Norweger die britische Royal Navy an

Dann 1807 griff erneut eine überlegene britische Flotte Kopenhagen an und landete auch Truppen auf Seeland. Friedrich VI. wollte die gesamte Flotte lieber selbst versenken als sie in britische Hände fallen zu lassen, doch die Briten beschossen vier Tage lang die dänische Hauptstadt sowohl von Land als auch von See und legten vier Fünftel Kopenhagens in Flammen, um die Herausgabe auch der restlichen Kriegsschiffe zu erzwingen. Schließlich raubten sie 17 Linienschiffe, 17 Fregatten und Korvetten, 7 Briggs und 33 kleinere Kriegsschiffe; drei Schiffe wurden verbrannt (ein Linienschiff, zwei Fregatten), die meisten anderen direkt in die Royal Navy eingegliedert. Zudem raubten die Briten 92 dänische Handelsschiffe, auf denen für die Marine wichtiges Material fortgeschafft wurde (Takelage, Segeltuch, Kanonen). Dänemark verblieben lediglich die beiden Linienschiffe „Prinds Christian Frederik“ und „Lovisa Augusta“, weil sie sich fernab Kopenhagens in norwegischen Gewässern befunden hatten. Kapitän der „Prinds Christian Frederik“ wurde Jessen, auch Leutnant Willemoes diente an Bord. Sie wurden abkommandiert, einen französisch-spanischen Konvoi zu eskortieren, der Truppen zum Schutz Dänemarks heranbrachte. 1808 wurde die „Prinds Christian Frederik“ vor Sjællands Odde von den Briten abgefangen. Im tapferen Kampf gegen zwei Linienschiffe und drei Fregatten lief sie auf Grund, feuerte aber weiter, bis die Briten sie erreichten und verbrannten. Willemoes fiel während dieses Seegefechts.
Nach dem Verlust der Prinds Christian Frederik verfügte Dänemark mit dem von Kapitän Johan Cornelius Krieger befehligten Linienschiff Lovisa Augusta nur noch über ein einziges großes Kriegsschiff. Die Verbindung nach Norwegen wurde von Briten und Schweden unterbrochen, der dänische und norwegische Seehandel zum Erliegen gebracht. Da Dänemark nun keine eigenen Schiffe, aber gute Seeleute, Frankreich aber wiederum einen Mangel an erfahrenen Seeleuten hatte, bemannte die französische Marine 1808 zwei Linienschiffe und zwei Fregatten mit dänischen Seeoffizieren und Matrosen. Mit den verbliebenen kleinen Kanonenbooten und kanonenbestückten Ruderbooten griff Dänemark immer wieder einzelne britische Kriegsschiffe und Konvois an, dänische und norwegische Kanonenboote führten faktisch eine Art Guerilla-Krieg zur See. Vergeblich griffen 27 norwegische Kanonenboote 1808 sogar einen in Strömstad ankernden Teil der schwedischen Schärenflotte an. Krieger wurde Oberkommandierender der Kanonenbootflottille (kanonbåds eskadrillen, Roflotillen) und organisierte die dänische Küstenverteidigung neu. In diesem von den Briten als Gunboat War (Kanonenbootkrieg) bezeichneten ungleichen Kampf errangen Dänen und Norweger wiederholt spektakuläre Erfolge (z. B. 1807 Angriff auf die britische Fregatte Tartar, 1808 auf das britische Linienschiff Africa), letztlich aber blieb ihnen nichts anderes übrig, als sich vor den überlegenen britischen und schwedischen Linienschiffen in die norwegischen Fjorde zurückzuziehen. Zwar war 1811 noch eine neue Fregatte namens Najaden gebaut worden, doch wurde auch diese schon 1812 bei Lyngør von den Briten versenkt. Nach der französisch-dänischen Niederlage verlor Dänemark 1814 im Frieden von Kiel neben Norwegen auch noch zwei Drittel der verbliebenen Flotte an Schweden.

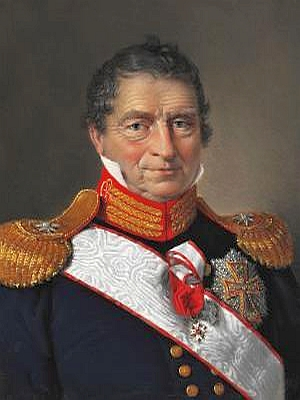
Konteradmiral Johann Cornelius Krieger war der Vater der modernen Küstenverteidigung.
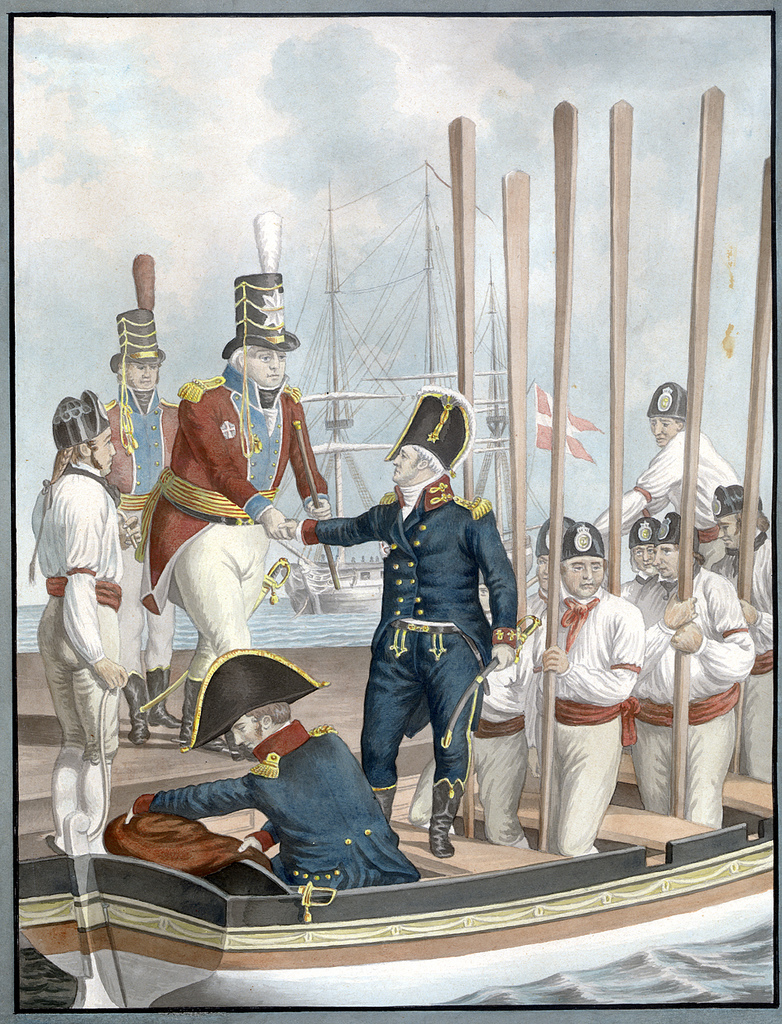
Vor Kopenhagen scheiterte Vizeadmiral Steen Andersen Bille mit einem Gegenangriff auf die Briten.
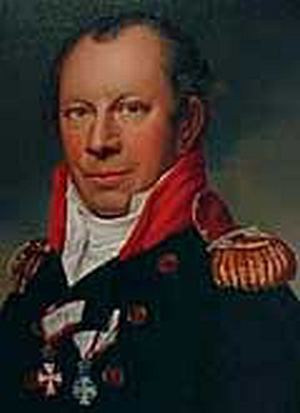
Kapitän Carl Wilhelm Jessen kämpfte tapfer gegen eine britische Übermacht.

### Niedergang und Modernisierung

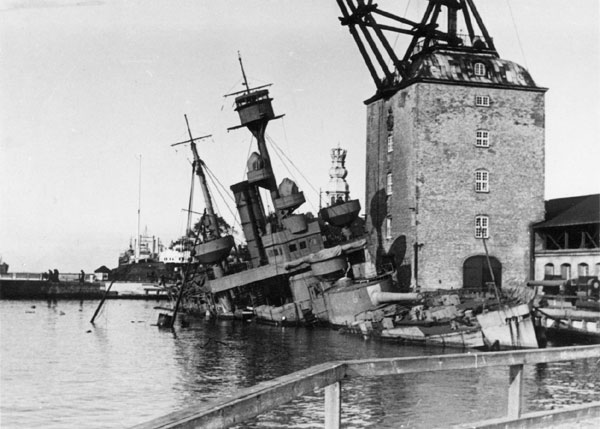
Um nicht in deutsche Hände zu fallen, versenkte sich die dänische Flotte 1943 selbst

Dänemarks Seegeltung war vollständig verloren, die dänische Kriegsflotte gelangte nie wieder zu ihrer alten Bedeutung. Zwar wurden mit beschränkten finanziellen Mitteln ab 1815 wieder eine Handvoll Linienschiffe und Fregatten gebaut sowie seit 1824 die ersten Dampfer in Dienst gestellt. Gegen Preußen und Österreich aber war Dänemark in den Kriegen um Schleswig-Holstein auf britischen und schwedischen Schutz angewiesen, und schließlich musste es Großbritannien 1845/50 auch seine indischen und afrikanischen Überseekolonien überlassen. Das Admiralitätskollegium wurde 1848 aufgelöst und stattdessen ein Marineministerium geschaffen, der Sundzoll wurde 1857 abgeschafft.
Dennoch war auch die kleine dänische Kriegsflotte der deutschen Reichsflotte bzw. der preußischen und österreichischen Marine zunächst noch immer deutlich überlegen. Sie bestand 1848 aus sieben Linienschiffen, neun Fregatten, vier Korvetten, sechs Dampfern und mehreren kleineren Schiffen. Sowohl 1848/50 als auch 1863/64 blockierte die dänische Flotte nicht nur die Elbemündung, sondern die gesamte deutsche Nordseeküste bzw. alle Häfen der deutschen und preußischen Ostseeküste von Kiel und Lübeck bis Danzig und Pilau. Zwar verloren die Dänen bei einem Landungsversuch 1849 vor Eckernförde ein Linienschiff und eine Fregatte gegen deutsche Landbatterien, konnten sich jedoch vor Fehrman und Neustadt gegen die Schleswig-Holsteinische Marine behaupten (1850), und in zwei Seegefechten vor Helgoland (1849, 1864) konnten deutsche und österreichische Kriegsschiffe die dänische Elbblockade nicht brechen. Die dänischen Siege im Seegefecht bei Jasmund (1864) und vor Helgoland konnten jedoch die totale Niederlage zu Lande und die deutsche Besetzung Jütlands nicht verhindern, ohne ein Eingreifen Großbritanniens und Schwedens verlor Dänemark 1865 Schleswig-Holstein und Lauenburg. Ab 1867 zeigten zudem die USA sowie 1899 das Deutsche Marineamt Interesse an Dänemarks letzten Kolonien in Westindien. Heeresvorlagen und Flottenprogramme (12 Linienschiffe geplant) wurden vom dänischen Reichstag immer wieder verschoben, zum Ende des 19. Jahrhunderts galt Dänemark mit vier Panzerschiffen (davon nur ein modernes), einer alten Panzerfregatte, drei Panzerbatterien, zehn Kreuzern, acht Kanonenbooten, 22 Torpedobooten, sieben Patrouillenbooten, zwölf Schulschiffen und 4200 Mann nur noch als drittklassige Seemacht.

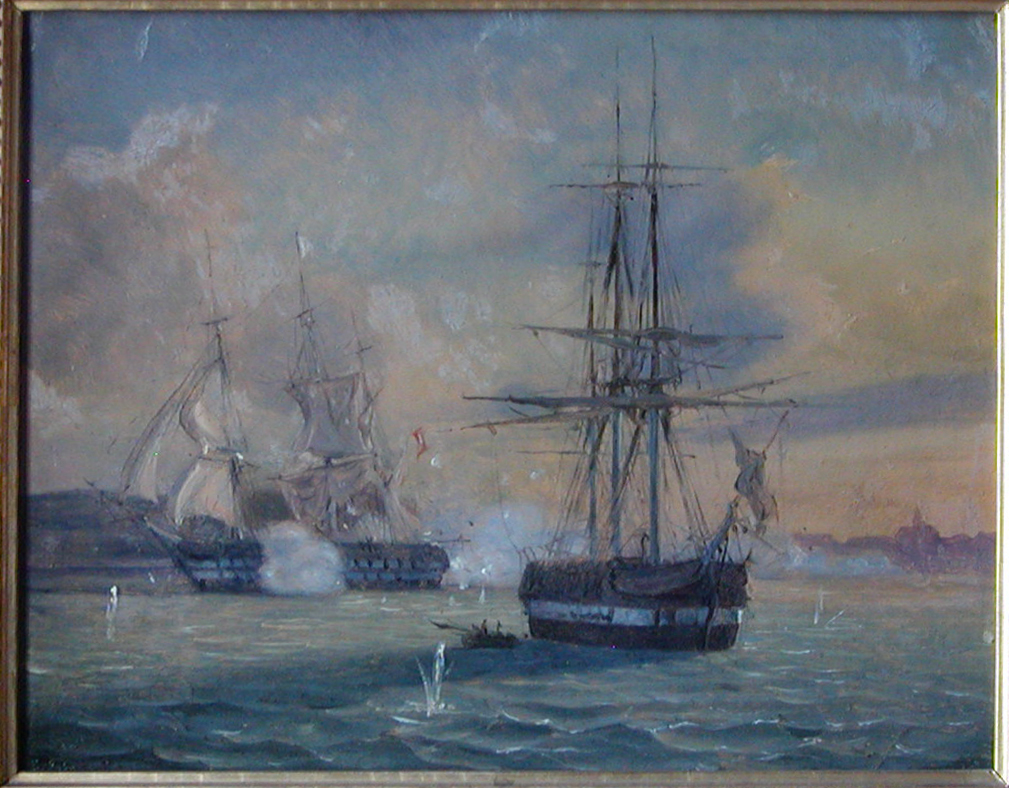
Der Misserfolg vor Eckernförde (1849) brachte Kapitän Paludan vors Kriegsgericht.
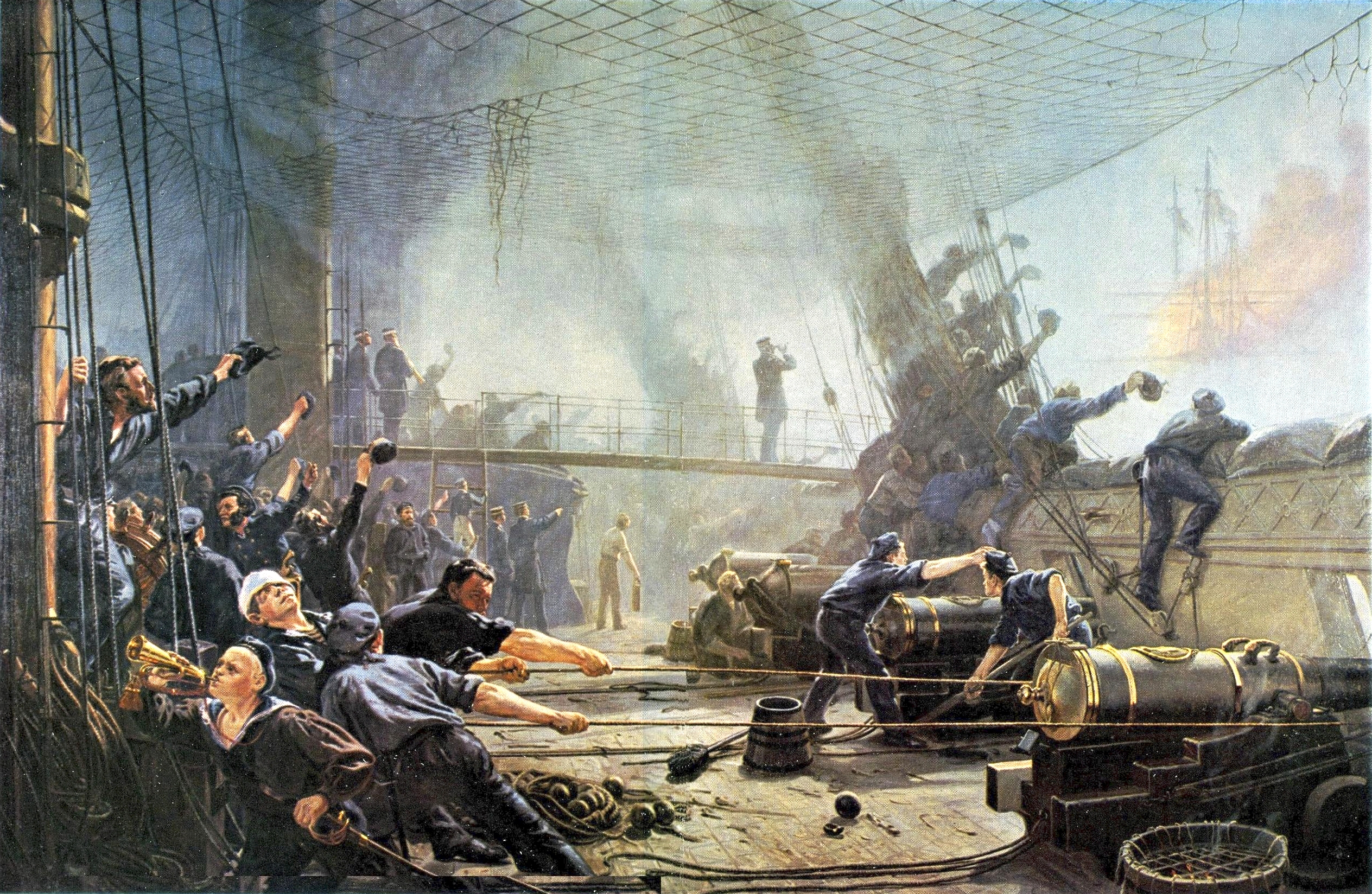
Der Sieg im Seegefecht bei Helgoland (1864) konnte die Niederlage zu Lande nicht abwenden.
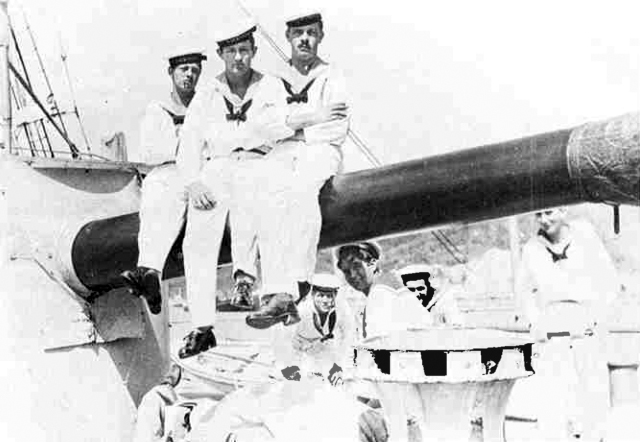
Der vor St. Thomas entsandte Kreuzer Valkyrien (1916) konnte die Kolonie nicht retten.

Zu Beginn des 20. Jahrhunderts wurde die Modernisierung und Verstärkung der Flotte nötig. Zunächst drohte 1905 Krieg zwischen Norwegen und Schweden, in den auch Dänemark hätte hineingezogen werden können. Ab 1912 nahm die dänische Marine ihre ersten U-Boote in Betrieb. Zu Beginn des Ersten Weltkriegs ersuchte Deutschland das neutrale Dänemark um die Sperrung der Ostseezugänge, die dänische Marine verminte daraufhin die Belte und den Öresund. Dass sowohl deutsche als auch britische, russische und französische Kriegsschiffe die dänische Sperrung akzeptierten, war mehr ein Erfolg der dänischen Diplomatie als der Schlagkraft der dänischen Marine oder der Effektivität der dänischen Minen. Da jedoch Schweden das deutsche Ersuchen verweigerte, konnten britische U-Boote wiederholt in den schmalen schwedischen Teil des Sunds eindringen und so in die Ostsee vorstoßen. Zudem fanden vor den dänischen Küsten mehrere britisch-deutsche Seegefechte statt (Helgoland 1914, Saltholm 1915, Skagerrak 1916, Helgoland 1917), und auf den Weltmeeren verlor die dänische Handelsmarine 21,7 % ihrer Tonnage (0,3 Mio. BRT) im uneingeschränkten U-Boot-Krieg. Etwa 700 dänische Seeleute verloren ihr Leben. Während des Kriegs hatte der deutsche Marinestabschef Adolf von Trotha die Annexion der dänischen Färöer-Inseln sowie die Besetzung dänischer und norwegischer Nordseehäfen gefordert, während die USA deutschen Plänen in der Karibik zuvorzukommen planten und einen Aufstand in St. Thomas anzettelten. Unfähig, die fernen Besitzungen in Westindien gegen eine US-amerikanische Invasion zu verteidigen, musste Dänemark diese letzte Überseekolonie 1917 an die USA verkaufen und 1918 auch Island in die Unabhängigkeit entlassen. Nachdem es 1931/33 mit Norwegen beinahe zu einem Krieg um Ostgrönland gekommen war und ab 1935 sowohl Deutschland als auch Großbritannien immer weiter aufrüsteten, beschloss endlich 1937 auch Dänemark ein Flottenrüstungsprogramm. Zu diesem Zeitpunkt verfügte die dänische Marine erst über drei Küstenpanzerschiffe, 23 Torpedoboote, acht U-Boote und 1700 Mann. Bei Kriegsbeginn waren nur zwei Küstenpanzerschiffe, elf U-Boote, 17 Torpedoboote und 30 kleinere Fahrzeuge einsatzbereit.
Vom deutschen Überfall im Zweiten Weltkrieg wurde die dänische Marine 1940 derart überrascht, dass die deutschen Landungen auf Fünen und Seeland nicht verhindern werden konnten. Dänemark kapitulierte und musste einige Torpedoboote an Deutschland ausliefern. Um nicht auch noch die übrige Flotte in deutsche Hände fallen zu lassen, gab Vizeadmiral Aage Vedel 1943 den Befehl zur Selbstversenkung der dänischen Flotte: 32 Schiffe gingen verloren, doch das Küstenpanzerschiff „Niels Juel“ und 64 kleinere Schiffe wurden von der deutschen Kriegsmarine nach kurzem, schweren Kampf erbeutet. Nur das Torpedoboot Havkatten und zwölf kleinere Schiffe konnten in das neutrale Schweden entkommen. Im schwedischen Karlskrona wurde aus diesen Schiffen 1944 eine dänische Exil-Flottille (Danske Flottille) unter Kapitän Johannes Jegstrup gebildet, die vor Kriegsende nicht mehr zum Einsatz kam. Im Mai 1945 jedoch nahm ein dänisch-britisches Kommando in Kiel die von der deutschen Kriegsmarine erbeuteten dänischen Schiffe wieder in Besitz. Genau um dies zu verhindern, war die „Niels Juel“ wenige Tage zuvor diesmal von den Deutschen selbst versenkt worden.

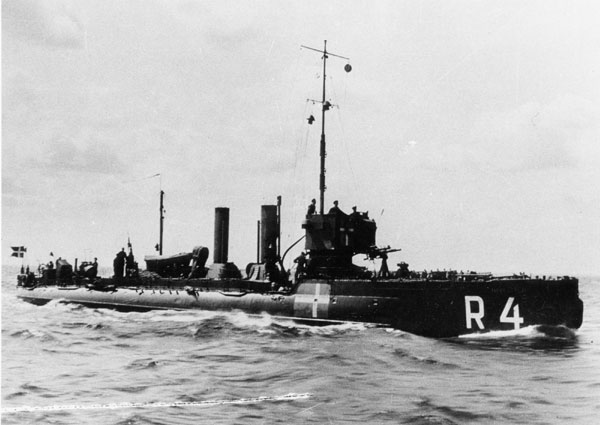
Das Torpedoboot Havkatten konnte 1943 nach Schweden entkommen
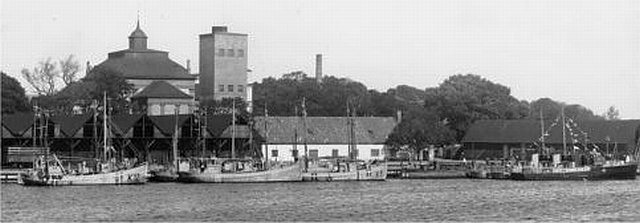
Im schwedischen Karlskrona sammelte sich der Rest der dänischen Flotte (1943)
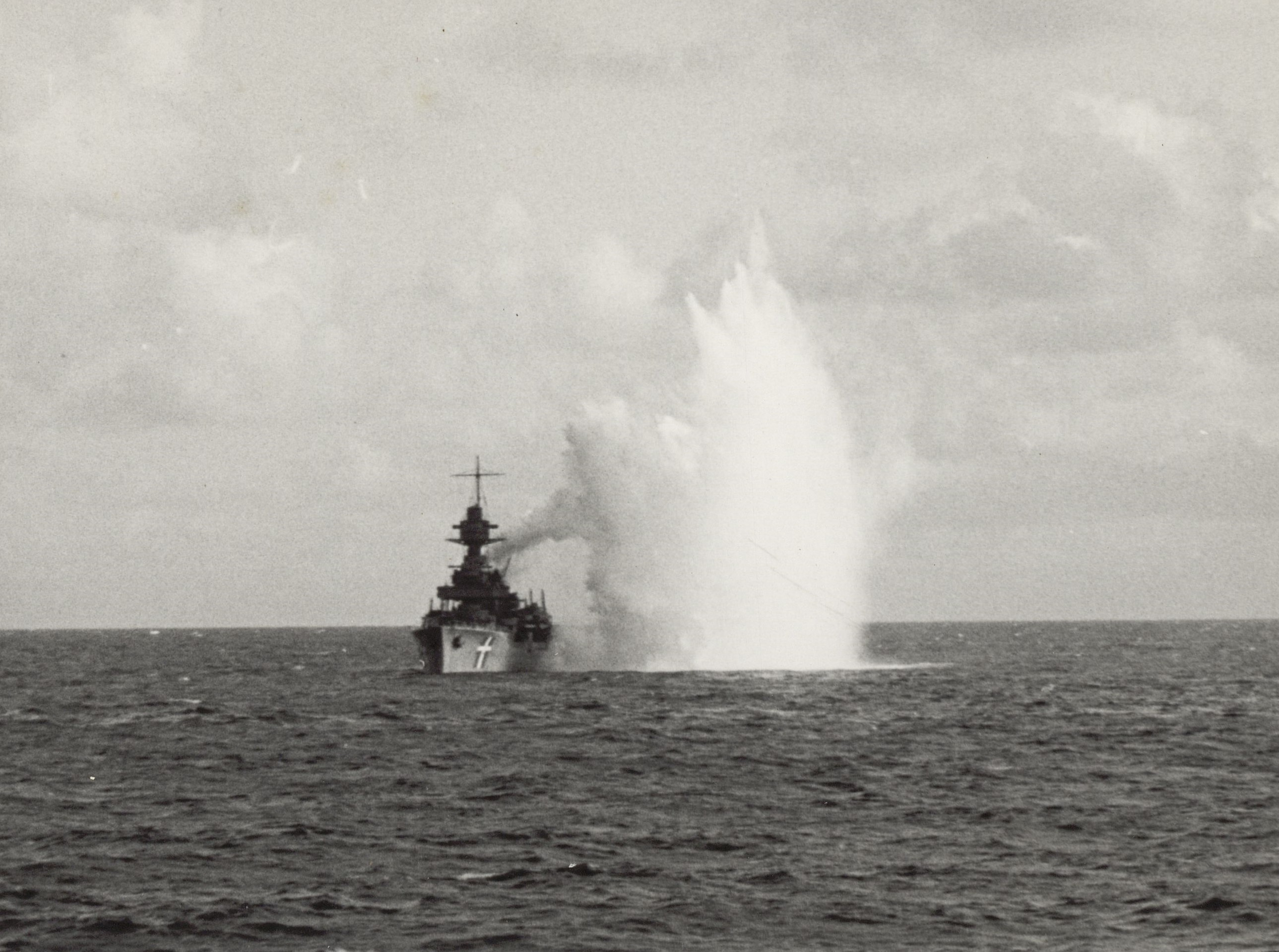
Die von den Deutschen erbeutete Niels Juel wurde von ihnen 1945 versenkt

### Kalter Krieg und Gegenwart

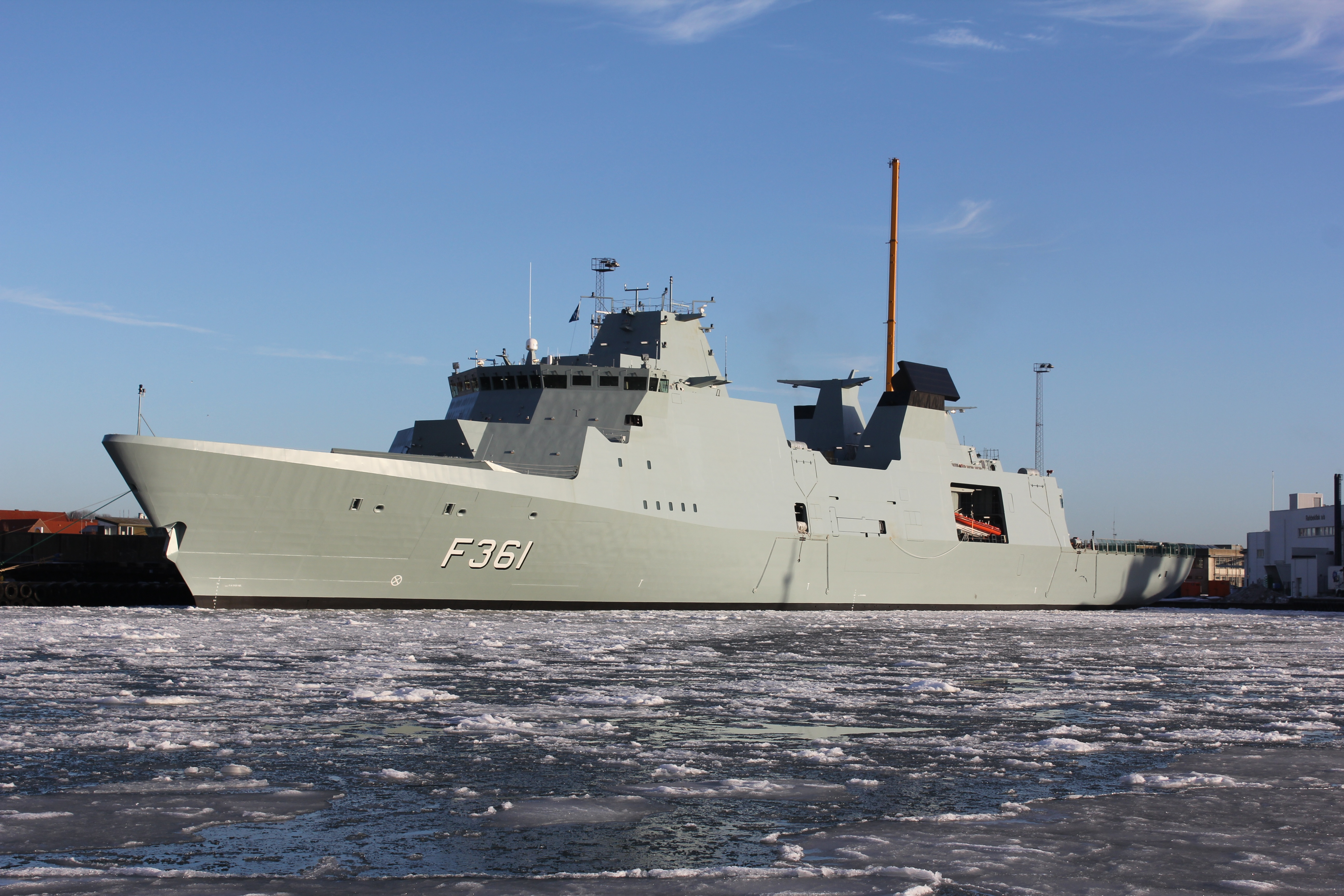
Die Iver Huitfeldt der Iver-Huitfeldt-Klasse unterstützt den Kampf gegen Piraten am Horn von Afrika.

Nachdem eine dänisch-schwedisch-norwegische Verteidigungsallianz am schwedischen Widerstand gegen US-amerikanische Waffenlieferungen gescheitert war, schlossen sich Dänemark und Norwegen 1949 der NATO an, während Schweden neutral blieb. Seit 1955 ist Dänemark innerhalb der NATO auch mit Deutschland verbündet. Im Kalten Krieg waren die dänische und die bundesdeutsche Marine für die „Vorneverteidigung“ im Ostseeraum gegen sowjetische, ostdeutsche und polnische Flotten verantwortlich. Dänemark fiel dabei die Aufgabe zu, im Kriegsfall die Ostseeausgänge zu blockieren, während gemischte dänisch-deutsche Armee-Einheiten Jütland verteidigen sollten, um es so für die Anlandung alliierter Verstärkungen zu sichern.
Nach dem Ende des Kalten Krieges in der Ostsee beteiligten sich die drei dänischen Korvetten der Niels-Juel-Klasse in Übersee an den Kriegen der USA und am Kampf gegen die Piraterie. Die Olfert Fischer half 1990 bei der Blockade Iraks, die Niels Juel half 1992–97 bei der Seeblockade Jugoslawiens, die Peter Tordenskiold unterstützte die UNIFIL vor der libanesischen Küste. Ein aus der Olfert Fischer und einem U-Boot bestehender dänischer Marineverband nahm 2003 am US-Überfall auf den Irak teil.
Danach wurde die Marine einem Erneuerungsprozess unterworfen. 2004 wurden alle verbliebenen fünf U-Boote ersatzlos gestrichen, dafür aber neue Überwassereinheiten gebaut. Die drei Korvetten wurden 2009 außer Dienst gestellt und sollen im Verlaufe des Jahres 2013 durch drei moderne Fregatten der Iver-Huitfeldt-Klasse abgelöst werden. Von diesen drei Fregatten war bis Ende 2012 aber erst eine fertiggestellt, die Iver Huitfeldt ist seitdem im Kampf gegen Piraten vor der Küste Somalias im Einsatz.
Dem Spardruck, dem alle europäischen Armeen nach dem Kalten Krieg ausgesetzt waren, begegnete die dänische Marine mit dem StanFlex-System, das bereits am Ende der Blockkonfrontation entwickelt worden war. Es ermöglicht den Einbau standardisierter Module in nahezu alle heute vorhandenen Überwassereinheiten, wodurch diese an den jeweils aktuellen Auftrag angepasst werden und verschiedene Rollen erfüllen können. Die Absalon-Klasse wurde stärker als ältere dänische Kriegsschiffe auf Operationen in weiterer Entfernung vom Heimatland ausgerichtet.